# Falun Gong
Falun Gong (chino simplificado: 法轮功; chino tradicional: 法輪功) o Falun Dafa (chino simplificado: 法轮大法; chino tradicional: 法輪大法) es una práctica espiritual china que combina meditación y ejercicios de qigong con una enseñanza moral centrada en los principios de verdad, benevolencia y tolerancia (chino: 真、善、忍). La práctica enfatiza la moralidad y el cultivo de la virtud, y se identifica como una práctica de qigong de la escuela budista, aunque sus enseñanzas también incorporan elementos extraídos de las tradiciones taoístas. A través de la rectitud moral y la práctica de la meditación, los practicantes de Falun Gong aspiran a eliminar los apegos y, en última instancia, lograr la iluminación espiritual.
Falun Gong se originó en el noreste de China y fue enseñado públicamente por primera vez por Li Hongzhi en 1992. Surgió hacia el final del «boom del qigong» en China, un período en el que proliferaron prácticas de meditación, ejercicios energéticos de movimiento lento y respiración regulada. Se diferencia de otras escuelas de qigong en su ausencia de cuotas o membresía, en su mayor énfasis en la moralidad y en la naturaleza teológica de sus enseñanzas. Los académicos occidentales han descrito a Falun Gong como una disciplina de qigong, un «movimiento espiritual», un «sistema de cultivación» en la tradición de la antigua China o como una forma de religión china.
Aunque la práctica gozó inicialmente de apoyo considerable por parte del gobierno chino, a mediados de la década de 1990, el Partido Comunista Chino y organizaciones de seguridad pública comenzaron a ver a Falun Gong como una amenaza potencial debido a su tamaño, independencia del Estado, y enseñanzas espirituales. En el año 1999, el gobierno estimaba que había setenta millones de personas practicando Falun Gong. Las tensiones culminaron en abril de 1999, cuando más de diez mil practicantes de Falun Gong se reunieron pacíficamente cerca del edificio central del gobierno en Pekín para pedir reconocimiento legal y libertad de interferencia del estado. Esta manifestación es vista ampliamente como un catalizador para la persecución subsiguiente. 
El 20 de julio de 1999, los líderes del Partido Comunista iniciaron una campaña en contra de la práctica la cual incluía propaganda dedicada a erradicarla. El gobierno bloqueó el acceso en internet a páginas web que mencionan a Falun Gong, y en octubre de 1999 lo declaró una «organización herética» que amenazaba la estabilidad social. Las organizaciones de derechos humanos reportan que los practicantes de Falun Gong en China sufren una variedad de abusos de sus derechos humanos: se estima que cientos de miles han sido puestos en prisión de manera extrajudicial, y otros practicantes detenidos son obligados a realizar trabajo forzado, sufren abusos psiquiátricos, tortura, y otros métodos de coerción para reformar sus pensamientos a mano de las autoridades chinas. En el año 2009, al menos dos mil practicantes de Falun Gong murieron a causa de abusos mientras se encontraban bajo custodia. Algunos observadores calculan que la cifra es mucho más elevada, y reportan que decenas de miles pueden haber sido asesinados para suplir la industria de trasplante de órganos en China. En los años desde que se inició la persecución, los practicantes de Falun Gong han participado activamente en abogar por el respeto a los derechos humanos en China.
Falun Gong está vinculado a una variedad de organizaciones de divulgación en los Estados Unidos y en otros lugares, incluido el grupo de danza Shen Yun. Algunos practicantes operan Epoch Media Group, que es conocido por sus filiales New Tang Dynasty Television y el periódico The Epoch Times.
El fundador de Falun Gong Li Hongzhi ha vivido en los Estados Unidos desde el año 1996, y Falun Gong tiene un gran número de seguidores a nivel mundial. Dentro de China, algunas fuentes estiman que decenas de millones de personas continúan practicando a pesar de la persecución.
Se estima que cientos de miles de personas practican Falun Gong fuera de China en más de setenta países a nivel mundial.

## Historia

### Orígenes

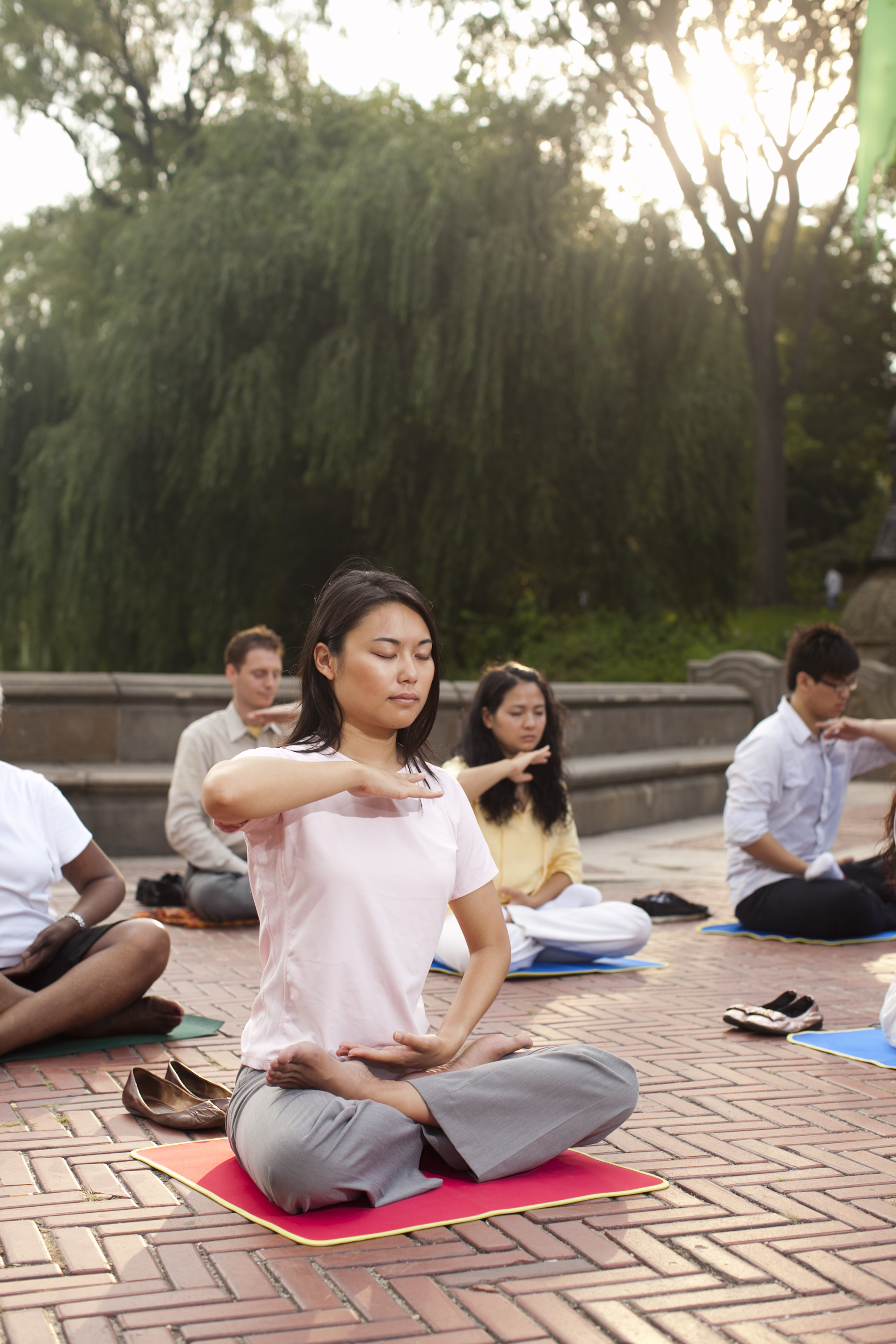
Practicantes de Falun Gong realizan el quinto ejercicio, una meditación, en Manhattan

Falun Gong es frecuentemente identificado con los movimientos de qigong en China. El qigong es un término usado hoy en día para referirse a una variedad de prácticas que involucran movimientos suaves y meditación, a la vez que se regula la respiración. Ejercicios al estilo del qigong han sido practicados históricamente por muchos monjes budistas, discípulos de artes marciales daoístas, y eruditos del confucianismo como un modo de refinamiento espiritual, moral y físico.
El movimiento moderno del qigong comenzó a principios de la década de 1950, cuando varios oficiales comunistas practicaban estas técnicas para mejorar la salud. El término qigong fue construido para evitar asociaciones con prácticas religiosas, las cuales solían ser etiquetadas como «supersticiones feudales» y eran perseguidas durante la era maoísta. Aquellos quienes adoptaron el qigong al inicio, evitaron el trasfondo religioso de estas prácticas, y las consideraron principalmente como una rama de la medicina china. A finales de la década de 1970, científicos chinos alegaron haber descubierto la existencia material de la energía vital Qì que el qigong busca controlar. Durante el vacío espiritual de la era posterior al gobierno de Mao, decenas de millones de ciudadanos ancianos mayoritariamente de áreas urbanas, comenzaron a practicar qigong, y una variedad de maestros de qigong carismáticos establecieron diferentes prácticas. Llegó un momento en el que más de dos mil disciplinas estaban siendo enseñadas. Se creó entonces la Sociedad de Investigación de la Ciencia del Qigong, manejada por el gobierno chino y establecida en el año 1985 para supervisar y administrar las diferentes prácticas de qigong.
El 13 de mayo de 1992, Li Hongzhi dio su primer seminario público sobre Falun Gong (también llamado Falun Dafa) en la ciudad de Changchun al nordeste de China. Se dice que Falun Dafa es el resultado de reorganizar y escribir las enseñanzas que él heredó previamente de sus maestros.
Ownby afirma que Li ha presentado a Falun Gong como parte de una «tradición de cultivación de cientos de años de antigüedad», y ha buscado revivir los elementos espirituales y religiosos de la práctica del qigong que habían sido descartados en la previa era comunista. David Palmer expresa que Li «redefinió su método dándole objetivos completamente diferentes a los del qigong: el propósito de la práctica no debe ser la salud física o el desarrollo de poderes extraordinarios, sino purificar el corazón propio y lograr la salvación espiritual».
Falun Gong es distinto de otras escuelas de qigong ya que sus enseñanzas cubren una gran cantidad de temas metafísicos y espirituales, haciendo énfasis en la moralidad y la virtud, y elaborando una cosmología completa. La práctica se identifica con la Escuela Budista, pero también utiliza conceptos y lenguaje utilizado en el daoísmo y el confucianismo. Esto ha causado que algunos eruditos consideren a la práctica como una creencia sincrética.

### Historia dentro de China

#### 1992–1996
Li Hongzhi introdujo Falun Gong al público el 13 de mayo de 1992, en Changchun, provincia de Jilin. Algunos meses más tarde, en septiembre de 1992, Falun Gong fue admitido como una rama del qigong bajo la administración de la Asociación de Estudio de la Ciencia del Qigong de China (CQRS). Li Hongzhi fue reconocido como maestro de qigong, y fue autorizado a enseñar su práctica por toda China. Como muchos maestros de qigong de aquel entonces, Li Hongzhi recorrió las ciudades principales en China desde 1992 hasta 1994 para enseñar la práctica. Se le confirieron un número de premios por parte de las organizaciones gubernamentales de la República Popular China.
Según David Ownby, catedrático de Historia y director del Centro de Estudios Asiáticos de la Université de Montréal, Li Hongzhi se convirtió en una «estrella instantánea del movimiento del qigong», y Falun Gong fue recibido con los brazos abiertos por el gobierno como un medio efectivo de reducción de gastos en sanidad, promoción de la cultura china, y mejora de la moralidad pública. En diciembre de 1992, por ejemplo, Li Hongzhi y varios estudiantes de Falun Gong participaron en la Exposición Oriental de la Salud en Pekín, donde él, según consta, «recibió la máxima felicitación [de entre cualquier escuela de qigong] de la feria, y consiguió muy buenos resultados terapéuticos», según el organizador de la feria. El evento ayudó a cimentar la popularidad de Li Hongzhi, y se difundieron reportajes periodísticos sobre los poderes curativos de Falun Gong. En 1993, una publicación del Ministerio de Seguridad Pública alabó a Li Hongzhi por su labor «en la promoción de las virtudes tradicionales antiviolencia del pueblo chino, en la protección del orden y la seguridad social, y en la promoción de la rectitud en la sociedad».
Falun Gong en sí mismo se había diferenciado de otros grupos de qigong por su énfasis en la moralidad, coste reducido, y beneficios para la salud. Se extendió rápidamente por el boca a boca, atrayendo a un amplio número de practicantes de todos los niveles sociales, incluyendo numerosos miembros del Partido Comunista Chino.
Desde 1992 a 1994, Li Hongzhi de hecho cobró tarifas para sus seminarios y lecciones que estaba dando en China, aunque las tarifas eran considerablemente menores que aquellas de las prácticas de qigong que rivalizaban con Falun Gong, y las asociaciones de qigong locales recibían una parte substancial de dichas tarifas. Li Hongzhi justificó el cobro de tarifas por ser necesarias para cubrir los gastos de viaje y otras expensas, y en algunas ocasiones, donó el dinero recaudado a causas benéficas. En 1994, Li Hongzhi dejó de cobrar tarifas por completo, estipulando que en adelante Falun Gong debe ser siempre enseñado de forma gratuita, y sus enseñanzas puestas a disposición sin cargo adicional (incluyendo de forma en línea). Aunque algunos observadores creen que Li Hongzhi continuó ganando un ingreso substancial por medio de la venta de libros de Falun Gong, otros lo refutan, asegurando que la mayoría de libros de Falun Gong en circulación eran copias pirata.
Con la publicación de los libros Falun Gong y Zhuan Falun, Li Hongzhi hizo que sus enseñanzas fueran más ampliamente accesibles. Zhuan Falun, publicado en enero de 1995 en una ceremonia de inauguración celebrada en el auditorio del Ministerio de Seguridad Pública, se convirtió en un best seller en China.
En 1995, las autoridades chinas comenzaron a inspeccionar a Falun Gong para solidificar su estructura organizativa y lazos con el Partido y el Estado. El Comité Nacional de Deportes de China, el Ministerio de Salud Pública y la Asociación de Estudio de la Ciencia del Qigong de China (CQRS) propusieron a Li Hongzhi establecer conjuntamente una asociación de Falun Gong. Li Hongzhi declinó la oferta. El mismo año, la CQRS emitió una nueva regulación requiriendo que todas las denominaciones de qigong establecieran una delegación del Partido Comunista. Li Hongzhi se negó de nuevo.
Las tensiones continuaron acumulándose entre Li Hongzhi y la CQRS en 1996. Ante el hecho del incremento de la popularidad de Falun Gong—atribuida en gran medida a su bajo coste—maestros de qigong que rivalizaban con Falun Gong acusaron a Li Hongzhi de ofrecer clases más baratas que las suyas. Según Schechter, la sociedad de qigong a la cual Li Hongzhi y otros maestros de qigong pertenecían pidió a Li Hongzhi que aumentara sus tarifas, pero Li Hongzhi enfatizó la necesidad de que las enseñanzas fueran gratuitas.
En marzo de 1996, en respuesta a los cada vez mayores desacuerdos, Falun Gong se retiró de la CQRS, tras lo cual operó fuera de la sanción oficial del estado. Los anteriores administradores de la Asociación del Estudio de Falun Gong en China trataron de registrarse en otras entidades gubernamentales, pero fueron rechazados. Li Hongzhi y Falun Gong quedaron entonces fuera del círculo de relaciones personales e intercambios financieros a través del cual los maestros y sus organizaciones de qigong podían encontrar un espacio dentro del sistema estatal, y también las protecciones que ello garantizaba.

#### 1996–1999
La salida de Falun Gong de la CQRS, controlada por el estado, se correspondió con un mayor cambio en las actitudes del gobierno hacia las prácticas de qigong. Al tiempo que los detractores del qigong en el gobierno se hicieron más influyentes, las autoridades comenzaron a tratar de controlar el crecimiento e influencia de estos grupos, algunos de los cuales habían reunido decenas de millones de seguidores. A mediados de los 90 los medios de comunicación controlados por el estado comenzaron a publicar artículos críticos con el qigong.
Falun Gong estaba inicialmente protegido frente a críticas, pero tras retirarse de la CQRS en marzo de 1996, perdió esta protección. El 17 de junio de 1996, el Diario de Guangming, un influyente periódico controlado por el estado, publicó una polémica contra Falun Gong donde su libro principal, Zhuan Falun, fue descrito como un ejemplo de «superstición feudal». El autor escribió que la historia de la humanidad es una «lucha entre la ciencia y la superstición», e hizo un llamamiento a las editoriales chinas para que no publicaran «libros pseudocientíficos de timadores». Al artículo le siguieron por lo menos veinte más en periódicos a lo largo del país. Poco después, el 24 de julio, un departamento del Ministerio de Propaganda prohibió la publicación de todos los libros de Falun Gong (aunque la prohibición no se ejecutó de forma consistente). La Asociación Budista de China administrada por el estado también comenzó a emitir críticas a Falun Gong, instando a los budistas laicos a que no se iniciaran en la práctica.
Según David Ownby, los eventos supusieron un reto importante para Falun Gong y los practicantes no lo tomaron ligeramente. Miles de seguidores de Falun Gong escribieron al Diario de Guangming y a la CQRS para apelar contra las medidas, asegurando que estas entidades habían violado la directiva del «Triple No» de 1982 de Hu Yaobang que prohibía a los medios de comunicación promocionar o criticar a las prácticas de qigong. En otras instancias, practicantes de Falun Gong mantuvieron concentraciones pacíficas en el exterior de las oficinas de los medios de comunicación o del gobierno municipal para solicitar correcciones en la cobertura que se percibía injusta.
Las polémicas contra Falun Gong formaban parte de un movimiento más extenso que se oponía a las organizaciones de qigong en los medios de comunicación controlados por el estado. Aunque Falun Gong no era el único objeto de las críticas de los medios de comunicación, o el único grupo en apelar, sus apelaciones fueron las que obtuvieron mayor movilización y una firme respuesta. Muchas de las acciones de Falun Gong contrarias a las reseñas negativas en la prensa tuvieron éxito, generando en varios periódicos la retractación de historias críticas con la práctica. Ello contribuyó a la creencia de los practicantes de que las afirmaciones de los medios de comunicación contra ellos eran falsas o exageradas, y que su postura estaba justificada.
En junio de 1998, He Zuoxiu, un crítico constante del qigong y acérrimo defensor del marxismo, apareció en una tertulia en la Televisión de Pekín y abiertamente denigró los grupos de qigong, haciendo mención particular a Falun Gong. Practicantes de Falun Gong respondieron con concentraciones pacíficas en la sede de la televisión para pedir una retractación. Según queda constancia, el periodista responsable del programa fue despedido, y un programa favorable a Falun Gong fue emitido algunos días más tarde. Practicantes de Falun Gong también organizaron concentraciones en otras catorce sucursales de medios de comunicación.
En 1997, el Ministerio de Seguridad Pública inició una investigación para determinar si Falun Gong debería ser considerado xie jiao (邪教, 'enseñanza herética'). El informe concluyó que «hasta ahora no tenemos evidencia». Sin embargo, al año siguiente, el 21 de julio de 1998, el Ministerio de Seguridad Pública emitió el Documento N.º 555, «Noticia sobre la investigación a Falun Gong». El documento declaraba que Falun Gong era una «enseñanza herética», y el ministerio ordenó abrir otra investigación para buscar evidencias que avalaran tal conclusión. Practicantes de Falun Gong informaron que sus líneas de teléfono fueron intervenidas y sus moradas allanadas y saqueadas, y que los sitios de práctica de los ejercicios de Falun Gong fueron interferidos por agentes de seguridad pública.
Durante este periodo de tiempo, aunque en algunos círculos se incrementaban las críticas hacia el qigong y Falun Gong, la práctica mantuvo un número de simpatizantes pertenecientes a la alta sociedad. En 1998, Qiao Shi, poco después de retirarse de su cargo como presidente del Comité Permanente de la Asamblea Popular Nacional, inició si propia investigación sobre Falun Gong. Tras meses de investigación, su grupo concluyó que «Falun Gong tiene cientos de beneficios para el pueblo chino y la nación, y no produce ningún daño». En mayo del mismo año, la Comisión Nacional de Deportes de China comenzó su propio estudio sobre Falun Gong. Basados en las entrevistas a más de doce mil practicantes de Falun Gong en la Provincia de Cantón, declararon que estaban «convencidos de que los ejercicios y los efectos de Falun Gong son excelentes. Ha hecho un extraordinario esfuerzo por mejorar la estabilidad y la ética de la sociedad. Esto debe afirmarse debidamente».
El fundador de la práctica, Li Hongzhi, estuvo ausente del país la mayor parte del periodo que vio incrementadas las tensiones con el gobierno. En marzo de 1995, Li Hongzhi dejó China para enseñar por primera vez su práctica en Francia y después en otros países, y en 1998 obtuvo la residencia permanente en Estados Unidos.
En ese año, las estadísticas facilitadas por la Comisión Nacional de Deportes sugerían que había setenta millones de practicantes de Falun Gong en China. Un funcionario de la Comisión Nacional de Deportes de China, fue citado en este tiempo en conversación con News & World Report de Estados Unidos, estimando que si unos cien millones de personas se habían iniciado en el Falun Gong y otras formas de qigong, habría una reducción dramática de los gastos del sistema sanitario y que «el primer ministro Zhu Rongji está muy feliz por esto».

#### Manifestaciones en Tianjin y Zhongnanhai
A finales de la década de 1990, la relación entre el Partido Comunista y el movimiento en crecimiento Falun Gong había llegado a tensarse cada vez más. Los informes de discriminación y vigilancia por parte de la oficina de Seguridad Pública se estaban intensificando, y los practicantes de Falun Gong organizaban rutinariamente sentadas para reaccionar ante los artículos en los medios de comunicación que se estimaban injustos. Las investigaciones opuestas iniciadas por el Ministerio de Seguridad Pública por un lado y la Comisión Estatal de Deportes y Qiao Shi por otro muestran los desacuerdos entre las elites de China sobre cómo contemplar a la práctica en expansión.
En abril de 1999, un artículo crítico con Falun Gong fue publicado en la revista Joven lector de la Universidad Normal de Tianjin. El artículo fue de la mano del físico He Zuoxiu que, según mencionan Porter y Gutmann, es un familiar del miembro del Politburó y secretario de seguridad pública Luo Gan. El artículo proyecta al qigong, y en particular a Falun Gong, como supersticioso y dañino para la juventud. Los practicantes de Falun Gong respondieron con piquetes en las oficinas del periódico pidiendo una retractación del artículo. A diferencia de instancias pasadas donde las manifestaciones de Falun Gong tuvieron éxito, el 22 de abril la manifestación de Tianjin fue dispersada por la llegada de trescientos policías antidisturbios. Algunos de los practicantes fueron golpeados, y 45 fueron arrestados. Se dijo a otros practicantes de Falun Gong que si deseaban proseguir con la queja, necesitaban iniciar dicho asunto con el Ministerio de Seguridad Pública e ir a Pekín a recurrirlo.
La comunidad de Falun Gong movilizó rápidamente una respuesta, y en la mañana del 25 de abril, más de diez mil practicantes se agruparon cerca de la oficina central de apelaciones para pedir fin a la escalada de acoso contra el movimiento, y solicitar la liberación de los practicantes de Tianjin. Según Benjamin Penny, los practicantes buscaron una rectificación del liderazgo del país yendo hacia ellos y, «si bien muy discreta y educadamente, dejando claro que no fueran tratados tan pobremente». El periodista Ethan Gutmann escribió que los funcionarios de seguridad los habían estado esperando, y los agruparon en la calle Fuyou enfrente del recinto gubernamental de Zhongnanhai. Se sentaron o leyeron silenciosamente en las aceras que rodeaban Zhongnanhai.
Cinco representantes de Falun Gong se reunieron con el primer ministro Zhu Rongji y otros altos cargos para negociar una solución. El régimen aseguró a los representantes de Falun Gong que apoyaba los ejercicios físicos para mejorar la salud y que no consideraba que Falun Gong fuera antigubernamental. En cuanto se alcanzó esta solución, la multitud de manifestantes de Falun Gong se dispersó.
El secretario general del Partido Jiang Zemin fue alertado de la manifestación por el miembro del Politburó Luo Gan, y se enfureció supuestamente por la audacia de la manifestación —la mayor desde las protestas de la Plaza de Tiananmen diez años antes—. Jiang demandó una acción resolutiva para reprimir al grupo, y según consta criticó al primer ministro Zhu por ser «demasiado blando» en su gestión de la situación. Aquella tarde, Jiang elaboró una carta indicando su deseo de ver a Falun Gong «derrotado». En la carta, Jiang expresó sus preocupaciones sobre el tamaño y la popularidad de Falun Gong, y en particular sobre el gran número de altos cargos del Partido Comunista encontrados presentes entre los practicantes de Falun Gong. También dio a entender que la filosofía moral de Falun Gong no concordaba con los valores ateos del marxismo-leninismo, y que por tanto constituía una forma de rivalidad ideológica.
Jiang es considerado por Falun Gong personalmente responsable por su decisión de perseguir a Falun Gong. Peerman citó motivos como una posible envidia personal hacia Li Hongzhi; Saich señala a la ira de Jiang ante la extensa popularidad de Falun Gong, y a la lucha ideológica como causas de la severa campaña que después se desató. Willy Wo-Lap Lam sugiere que la decisión de Jiang para aplastar a Falun Gong estaba vinculada al deseo de consolidar su poder dentro del Politburó. Según Human Rights Watch, los líderes del Partido Comunista y la élite dominante estaban lejos de estar unidos en su apoyo a la persecución.

### Persecución en China (1999-presente)

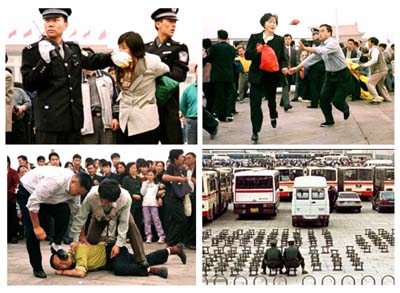
Arresto de practicantes de Falun Gong en China

Aunque la práctica disfrutó inicialmente del apoyo de la burocracia china, para mediados y finales de la década de 1990, el Partido Comunista y los órganos de seguridad pública fueron modificando su punto de vista en relación con Falun Gong considerando que su tamaño y sus enseñanzas espirituales podían suponer un peligro para la supremacía ideológica del Partido. De hecho, en 1999, algunas estimaciones situaban el número de miembros de Falun Gong en más de setenta millones, excediendo el total de miembros del Partido Comunista Chino.
En julio de 1999, la cúpula del Partido Comunista de China (PCCh) decidió que Falun Gong era una secta nociva para el Estado, la sociedad y sus practicantes, dando lugar a una ofensiva a escala nacional para erradicar su práctica. Según Yiyang Xia, desde una perspectiva legal, Falun Gong nunca ha estado prohibido en China.

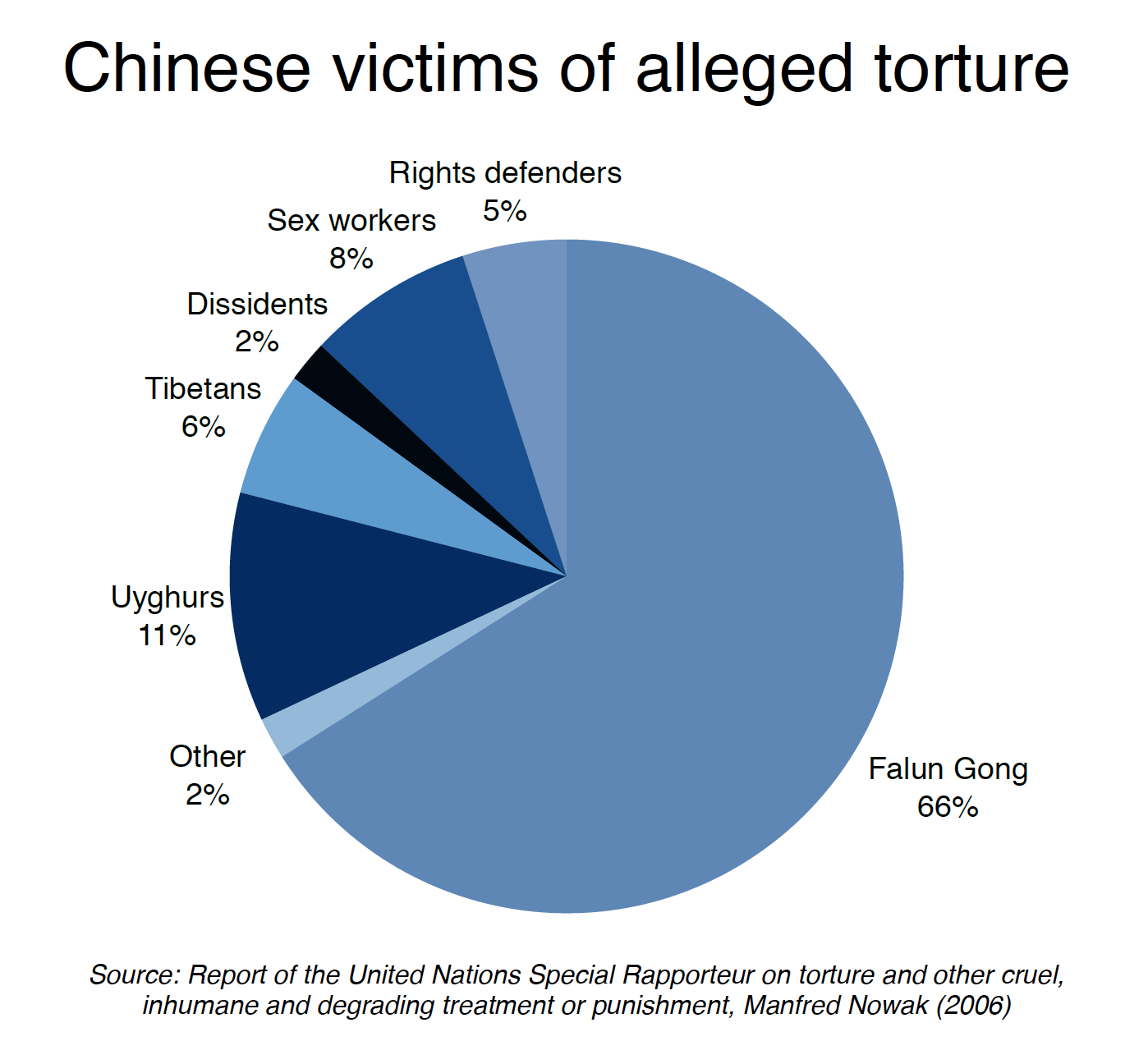
Datos procedentes del informe del relator especial de las Naciones Unidas para la tortura y otros tratos o penas crueles, inhumanos o degradantes Manfred Nowak (2006)

Grupos de derechos humanos han informado que los practicantes de Falun Gong en China se encuentran sometidos a una amplia gama de abusos de los derechos humanos; se cree que cientos de miles han sido encarcelados extrajudicialmente, y los practicantes detenidos son sometidos a trabajos forzados, abuso psíquico, tortura severa y otros métodos coercitivos de reforma de pensamiento a manos de las autoridades chinas. El Departamento de Estado de los Estados Unidos y la Comisión Ejecutiva del Congreso sobre China estima que la mitad de la población en los campos de la reeducación por trabajo en China está constituida por practicantes de Falun Gong.
El investigador Ethan Gutmann estima que Falun Gong representa un porcentaje del 15 al 20 por ciento de la población total de los laogai, lo cual incluye campos de reeducación por trabajo así como también prisiones y otras formas de detención administrativa. Ex prisioneros del sistema de trabajo forzado han reportado que los practicantes de Falun Gong se encuentran entre los grupos de prisioneros más grandes; en algunos complejos de prisiones y campos de trabajo forzado, constituyen la mayoría de los detenidos, y se dice que reciben las sentencias más largas y el peor trato.
Un reporte del año 2013 de Amnistía Internacional sobre campos de reeducación por trabajo descubrió que los practicantes de Falun Gong «constituían un promedio de un tercio y en algunos casos cien por ciento de la población total» de ciertos campos.
Según Johnson, la campaña contra Falun Gong se extiende a muchos aspectos de la sociedad, incluyendo el aparato mediático, el cuerpo de policía, el ejército, el sistema educativo y los lugares de trabajo. Una institución fuera del sistema, la Oficina 610, se creó para «supervisar» tal esfuerzo. Dicha oficina creó y dirige la página web anti-Falun Gong Kaiwind en nombre de una organización civil, cuyos artículos negativos sobre Falun Gong de más de quinientas palabras son recompensados con 500 yuanes por parte del Comité de Asuntos Políticos y Legislativos del Partido Comunista de China. El 30 de noviembre de 1999, Li Lanqing, en aquel entonces máximo responsable de la Oficina 610, transmitió en el Gran Salón del Pueblo la política a seguir a partir de entonces con los practicantes de Falun Gong: «Difamar su reputación, arruinarles económicamente y destruirles físicamente».
En 2002 Human Rights Watch constató que familias y lugares de trabajo fueron urgidos a cooperar con el gobierno. En este sentido, en el mismo año la cámara baja del Congreso de los Estados Unidos concluyó que la persecución generada por el gobierno chino «es acatada por funcionarios gubernamentales y policiales a todos los niveles, y que se ha extendido a cada segmento de la sociedad y a cada nivel del gobierno en la República Popular China». Aun así, algunas fuentes estiman que decenas de millones siguen practicando Falun Gong a pesar de las actuaciones de las autoridades chinas y de su insistencia en considerarla como una secta.

#### Especulación sobre las razones de la persecución
Willy Wo-Lap Lam menciona que la campaña de Jiang Zemin contra Falun Gong puede haber sido usada para promover la lealtad hacia él; Lam cita a un veterano del partido al decir «al dar rienda suelta a un movimiento de estilo maoísta [contra Falun Gong], Jiang está forzando a los cuadros superiores a que se comprometan a ser leales a su línea de pensamiento». The Washington Post informó que fuentes indicaban que no todo el comité permanente del Politburó compartía la opinión de Jiang de que Falun Gong debía ser erradicado, pero James Tong sugiere que no hubo resistencia sustancial desde el Politburó.
Human Rights Watch menciona que la enérgica campaña contra Falun Gong refleja los esfuerzos históricos para erradicar la religión por parte del Partido Comunista Chino, la cual el gobierno cree que es intrínsecamente subversiva. El Gobierno chino protege a los cinco «patrióticos», grupos religiosos sancionados por el Partido Comunista. Las religiones no registradas que quedan fuera de las organizaciones sancionadas por el estado, quedan de este modo vulnerables a la represión. The Globe and Mail escribió: «... Cualquier grupo que no se ponga bajo el control del Partido es una amenaza». Craig S. Smith del The Wall Street Journal escribió que el Partido se siente cada vez más amenazado por cualquier sistema de creencias que desafíe su ideología y tenga la habilidad de organizarse de manera autónoma. El Falun Gong, cuyo sistema de creencias representaba un renacimiento de la religión tradicional china, y que estaba siendo practicado por un gran número de miembros del Partido Comunista y del ejército, fue visto de manera particularmente alarmante por Jiang Zemin; de acuerdo con Julia Ching, «Jiang toma la amenaza de Falun Gong como una amenaza ideológica: creencias espirituales opuestas al ateísmo militante y materialismo dialéctico. Él [deseó] purgar al gobierno y al ejército de tales creencias».

#### Programa de conversión
Según James Tong, el régimen apuntaba tanto a la disolución coercitiva de la confesión de Falun Gong como a la «conversión» de los practicantes. Alrededor del año 2000, el Partido aumentó su campaña sentenciando a los practicantes «reincidentes» a la reeducación a través del trabajo, en un esfuerzo para que renunciaran a sus creencias y «transformaran» sus pensamientos. Estas sentencias fueron también prorrogadas de forma arbitraria por la policía, mientras algunos practicantes mantenían cargos ambiguos impuestos contra ellos, tales como «perturbar el orden social», «poner en peligro la seguridad nacional» o «subvertir el sistema socialista». De acuerdo a Bejesky, la mayoría de los detenidos a largo plazo de Falun Gong son procesados de forma administrativa a través de este sistema en vez de por la vía del sistema de justicia penal. Tras completar sus sentencias de reeducación, aquellos practicantes que se negaran a retractarse eran entonces encarcelados en «centros legales de educación» provistos por las autoridades provinciales para «transformar mentes».
Gran parte del programa de conversión se fundaba en técnicas de adoctrinamiento de estilo maoísta y en la reforma del pensamiento, donde se agrupaba a los practicantes de Falun Gong para ver programas de televisión anti-Falun Gong e inscribirse en sesiones de estudio del marxismo y materialismo. El marxismo tradicional y el materialismo eran el contenido principal de las sesiones.
La imagen patrocinada por el gobierno del proceso de conversión enfatiza la persuasión psicológica y una variedad de técnicas de «publicidad subliminal»; esa es la «normalidad ideal» en los informes del régimen, según Tong. Los informes de Falun Gong, por otra parte, ilustran formas de coacción «siniestras y alarmantes» contra los practicantes que no llegaron a renunciar a sus creencias. Se han clasificado 14 474 casos por diferentes métodos de tortura, según Tong (las agencias de Falun Gong documentan más de 63 000 casos individuales de tortura). Entre ellos hay casos de severas palizas; tormento psicológico, castigo corporal y fuerte forcejeo, trabajo duro con carga pesada y posiciones en tensión; confinamiento solitario en condiciones miserables; «tratamiento con fuego», incluyendo quemaduras y congelaciones; descargas eléctricas dirigidas a partes sensibles del cuerpo que pueden desembocar en náuseas, convulsiones o desmayo; alimentación forzada «devastadora»; inserción de astillas de bambú en las uñas de los dedos; privación de comida, sueño, y uso del lavabo; violación y violación en grupo; asfixia; y amenaza, extorsión y prescripción de empleo y de la condición de estudiante. Las mujeres practicantes de Falun Gong han sido objeto a su vez de abortos forzados.
Los casos parecen verificables, y la gran mayoría identifican (1) el practicante en concreto, a menudo junto a edad, ocupación, y residencia (2) el momento y lugar donde tuvo lugar el supuesto abuso, hasta nivel de distrito, municipio, aldea, y frecuentemente la institución carcelaria específica; y (3) los nombres y rangos de los presuntos perpetradores. Muchos de tales informes incluyen listas de nombres de los testigos y descripciones de las heridas, afirma Tong. La publicación de «frecuente comportamiento cruel, abusivo y persistente por parte de individuos identificados con su cargo oficial, lugar, y fecha de tortura» sugiere que no hay ninguna voluntad de cesar o desistir tales actividades.
Por otra parte, el British Medical Journal señala que «estudios recientes han descrito la reclusión forzada de disidentes políticos y miembros de Falun Gong en manicomios, donde sufren la administración forzada de drogas psicotrópicas».
En noviembre de 2005, el Comité de los Derechos del Niño de las Naciones Unidas publicó un informe donde advierte su preocupación «sobre los informes de niños de familias practicando su religión, notablemente el Falun Gong, que son objeto de acoso, amenazas y otras acciones negativas, incluyendo la reeducación a través del trabajo».

#### Muertes

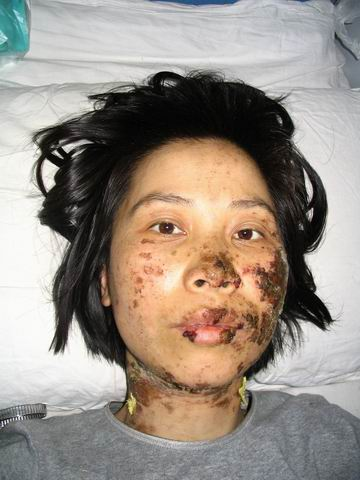
Gao Rongrong, una practicante de Falun Gong de la provincia de Liaoning, fue torturada bajo custodia en 2005.

Dada la dificultad para corroborar los informes de muertes por tortura en China, las estimaciones en el número de practicantes de Falun Gong asesinados varía ampliamente. En 2009, el New York Times informó que, de acuerdo con grupos de derechos humanos, las represiones han confirmado «por lo menos» dos mil vidas.
Amnistía Internacional afirmó que al menos cien practicantes de Falun Gong, según consta, han muerto en el año natural de 2008, tanto en régimen de detención como poco después de su liberación. Las fuentes de Falun Gong han documentado más de 3700 muertes. El periodista e investigador Ethan Gutmann estimó que 65 000 Falun Gong fueron asesinados por sus órganos desde 2000 hasta 2008 basado en extensas entrevistas, mientras que los investigadores David Kilgour y David Matas informaron, «la fuente de 41 500 trasplantes para el periodo de seis años de 2000 a 2005 no tiene explicación».
Según The Wall Street Journal, las autoridades chinas no publican estadísticas sobre los practicantes de Falun Gong asesinados durante la campaña de persecución. En casos individuales, sin embargo, las autoridades han negado que las muertes bajo detención fueran causadas por tortura.

#### Extracción de órganos
En 2006, emergieron alegaciones de que un gran número de practicantes de Falun Gong habían sido asesinados para abastecer a la industria del trasplante de órganos en China. Estas alegaciones dieron pie a una investigación por el antiguo Secretario de Estado canadiense David Kilgour y el abogado de derechos humanos David Matas. 

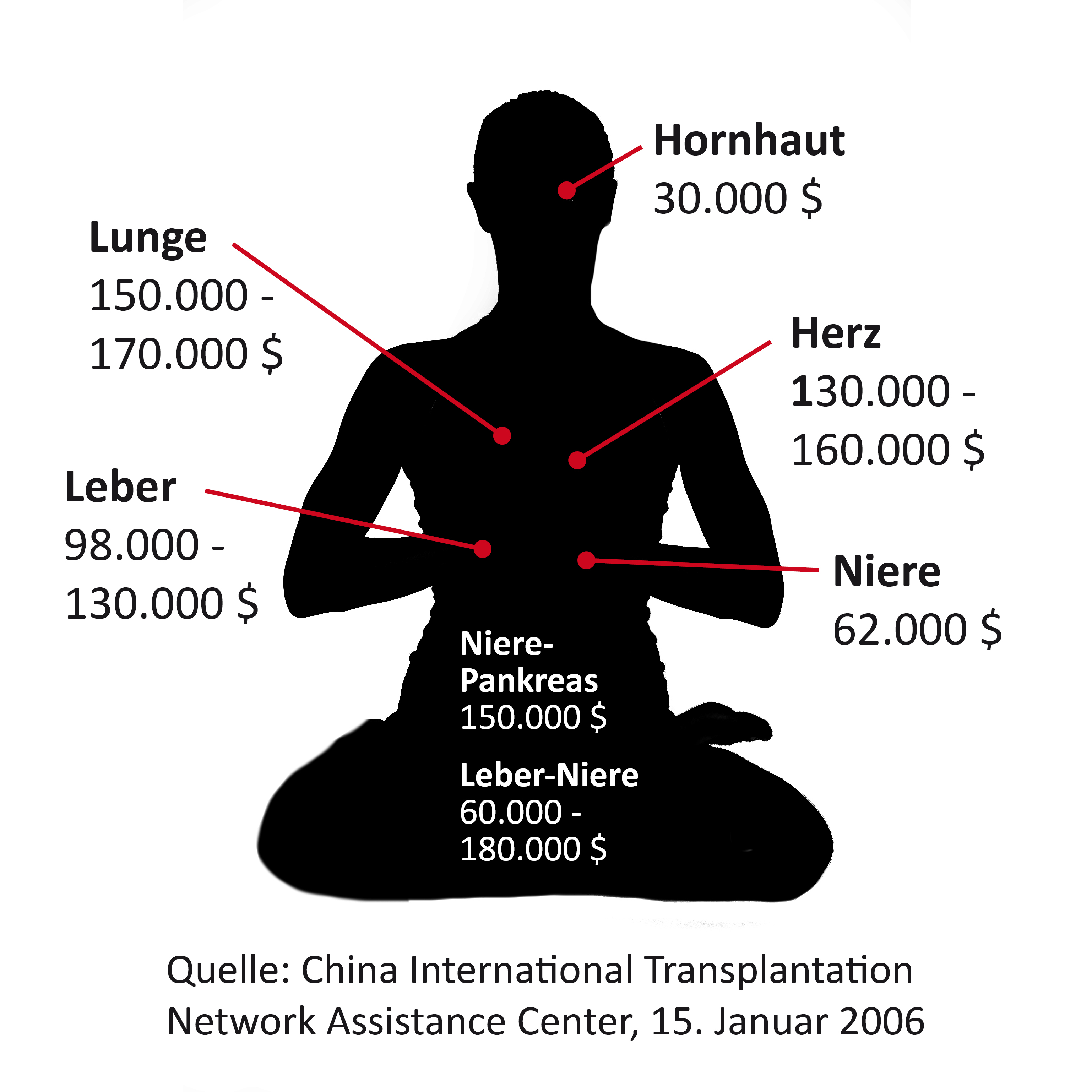
Los precios para los órganos corporales mostrados en esta ilustración se basan en precios listados alrededor de 2006 en la web de la Red Internacional del Centro de Asistencia de Trasplantes de China

El informe Kilgour-Matas fue publicado en julio de 2006, y concluyó que «el gobierno de China y sus agencias en numerosas partes del país, particularmente hospitales pero también centros de detención y "Cortes populares", a partir de 1999 han asesinado a un número grande pero desconocido de prisioneros de conciencia de Falun Gong». El informe, que se basó principalmente en evidencias circunstanciales, señaló los tiempos de espera extremadamente cortos para obtener órganos en China —una o dos semanas para un hígado comparado con 32,5 meses en Canadá— nada más que esto era indicativo de que los órganos se procuraban a demanda. También rastreó un incremento significativo en el número anual de trasplantes en China desde 1999, coincidiendo con el comienzo de la persecución a Falun Gong. A pesar de los muy bajos niveles de donación voluntaria de órganos, China representa el segundo país en trasplantes por año. Kilgour y Matas también presentaron material autoincriminatorio de las páginas web de centros de trasplante chinos anunciando la inmediata disponibilidad de órganos de donantes vivos, y transcripciones de las entrevistas en las cuales los hospitales comunicaron a posibles destinatarios de trasplante que podían obtener órganos Falun Gong.

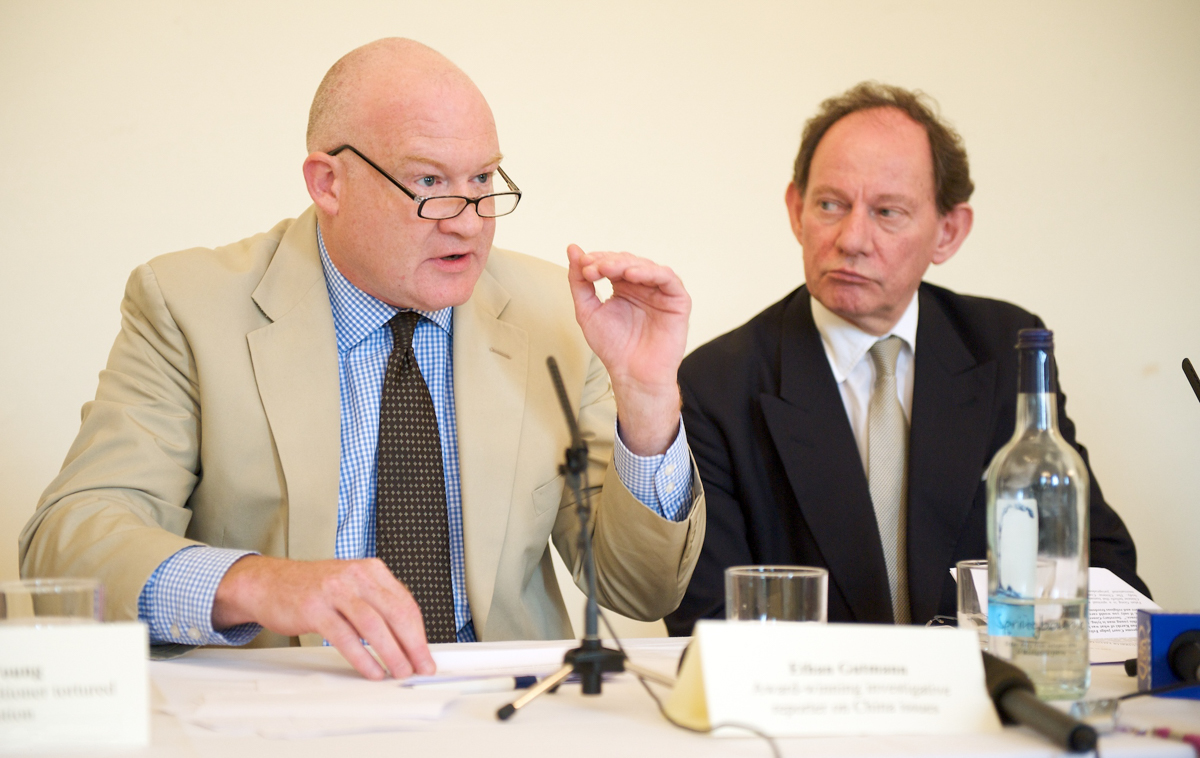
Ethan Gutmann (izquierda) testifica sobre la sustracción ilegal de órganos con el antiguo vicepresidente del Parlamento europeo Edward McMillan-Scott

En mayo de 2008 dos Relatores Especiales de las Naciones Unidas reiteraron sus peticiones a las autoridades chinas para que respondieran a las alegaciones, y explicaran la fuente de los órganos que daba cuenta del súbito incremento en trasplantes de órganos en China desde el año 2000. Los funcionarios chinos han venido negando las alegaciones de extracción de órganos, e insistiendo que China sigue los principios de la Organización Mundial de la Salud que prohíben la venta de órganos humanos sin el consentimiento escrito de los donantes. Respondiendo a una resolución de la Cámara de Representantes de los Estados Unidos pidiendo fin a las prácticas abusivas de trasplantes contra las minorías étnicas y religiosas, un portavoz de la embajada china dijo «la tal llamada extracción de órganos a prisioneros del corredor de la muerte es una mentira totalmente fabricada por Falun Gong». En agosto de 2009, el Relator Especial de las Naciones Unidas para la Tortura Manfred Nowak dijo, «El gobierno chino todavía no ha llegado a ser decente y trasparente... Todavía queda por ver cómo puede ser posible que cirugías de trasplante de órganos en hospitales chinos se hayan incrementado masivamente desde 1999, cuando nunca hay tantos donantes voluntarios disponibles».
En 2014, el periodista e investigador Ethan Gutmann publicó el resultado de su propia investigación. Gutmann realizó amplias entrevistas sobre el tema a antiguos detenidos en campos de trabajo y prisiones chinas, como también a antiguos funcionarios de seguridad y profesionales médicos con conocimiento de las prácticas de trasplante de China. Gutmann informó que la sustracción ilegal de órganos a prisioneros políticos seguramente comenzó en la provincia de Sinkiang en la década de 1990, y se extendió desde entonces por todo el país. Gutmann estima que unos 64 000 prisioneros de Falun Gong pueden haber sido asesinados por sus órganos entre los años 2000 y 2008. En septiembre de 2015, Gutmann afirmó ante la Comisión Ejecutiva del Congreso de Estados Unidos sobre China, que si tenía que hacer una estimación sobre el número de extirpaciones forzadas a Falun Gong, «doblaría» sus números previos.
En junio de 2016, David Matas, Ethan Gutmann y David Kilgour estimaron en un nuevo informe que en China «entre sesenta mil y cien mil órganos son trasplantados anualmente, y la mayoría de corazones, hígados y otros órganos se obtienen mediante la ejecución de prisioneros de conciencia». Este dato contrasta con la cifra oficial de diez mil trasplantes por año dada por los funcionarios chinos, arrojando un total de un millón y medio de trasplantes realizados en China durante los últimos dieciséis años. Un mes más tarde, el Parlamento europeo adoptó una declaración por escrito donde expresaba las «noticias reiteradas y fidedignas relacionadas con la práctica sistemática y autorizada por el Estado de extraer sin consentimiento órganos de presos de conciencia en la República Popular China, en particular, de practicantes de la meditación y los ejercicios pacíficos de Falun Gong, aunque también de uigures, tibetanos y cristianos».
En junio de 2019, el Tribunal de China —un tribunal independiente impulsado por la Coalición Internacional para Acabar con el Abuso de los Trasplantes en China— concluyó que los detenidos, incluidos los practicantes encarcelados de Falun Gong, siguen siendo asesinados para la extracción de órganos. El tribunal, presidido por Sir Geoffrey Nice, dijo que es «seguro que [los practicantes de] Falun Gong [son la] fuente —probablemente la fuente principal— de órganos para la extracción forzosa de órganos».

#### Campaña mediática
La campaña del gobierno chino contra Falun Gong fue impulsada por una propaganda a gran escala a través de la televisión, los periódicos, la radio e internet.
Durante el primer mes de la campaña, aparecieron entre trescientos y cuatrocientos artículos atacando Falun Gong en cada uno de los principales diarios estatales, mientras que en televisión en horas de máxima audiencia se repetían presuntas revelaciones sobre el grupo, con falta de difusión de otros puntos de vista en los medios de comunicación. La campaña propagandística se centró en suposiciones de que Falun Gong ponía en peligro el orden social, era peligroso y engañoso, era «anticiencia» y amenazaba el progreso, y sostenía que la filosofía moral de Falun Gong era incompatible con una ética social marxista.
Los eruditos en China Daniel Wright y Joseph Fewsmith afirmaron que durante varios meses después de que Falun Gong fuera ilegalizado, los programas vespertinos de la Televisión Central de China no contenían más que retórica anti-Falun Gong; la operación del gobierno fue «un estudio de una demonización total», escribieron. Falun Gong fue comparado por el Beijing Daily con «una rata cruzando la calle que todo el mundo clama por aplastar»; otros funcionarios dijeron que sería una «seria, compleja y a largo plazo» lucha para «erradicar» a Falun Gong.
La propaganda estatal inicialmente usó la llamada al racionalismo científico para argumentar que la visión del mundo de Falun Gong estaba en «completa oposición a la ciencia» y al comunismo. Por ejemplo, el People's Daily afirmó el 27 de julio de 1999, que la batalla contra Falun Gong «era una lucha entre el teísmo y el ateísmo, la superstición y la ciencia, el idealismo y el materialismo». Otros editoriales declararon que el «idealismo y teísmo» de Falun Gong son «absolutamente contradictorios a las teorías fundamentales y principios del marxismo», y que «el principio de "verdad, benevolencia y tolerancia" predicado por [Falun Gong] no tiene nada en común con la ética del socialismo y el progreso cultural que estamos esforzándonos en alcanzar». Suprimir a Falun Gong fue presentado como un paso necesario para mantener el «papel de vanguardia» del Partido comunista en la sociedad china.
A pesar de los esfuerzos del Partido, las acusaciones iniciales presentadas contra Falun Gong fracasaron en incentivar un apoyo popular extendido a la persecución del grupo. En los meses que siguieron a julio de 1999, la retórica en la prensa estatal se intensificó hasta incluir denuncias de que Falun Gong estaba simpatizando con fuerzas extranjeras «anti-China». En octubre de 1999, tres meses después de que la persecución comenzara, el periódico Diario del Pueblo declaró a Falun Gong como xiejiao. Una traducción literal de este término es «enseñanza herética», pero durante la campaña de propaganda anti-Falun Gong fue traducido en inglés como «secta perversa». En el contexto de la china imperial, el concepto xiejiao fue usado para referirse a las religiones no confucianas, si bien en el contexto de la China comunista, ha sido usado para identificar a las organizaciones religiosas que no se someten a la autoridad del Partido comunista.
Ian Denis Johnson sostiene que, al aplicar eficazmente la etiqueta de «secta» a Falun Gong «se encubrió de legitimidad la campaña del gobierno con el movimiento occidental antisecta». Distingue, sin embargo, que Falun Gong no satisface las definiciones generales de una sectaː «sus miembros se casan fuera del grupo, tienen amigos externos, mantienen puestos de trabajo cotidianos, no viven aislados de la sociedad, no creen que el fin del mundo sea inminente y no dan sumas significativas de dinero a la organización... no aboga por la violencia y es desde la base una disciplina apolítica, orientada a la introspección, una que apunta hacia la purificación espiritual de uno mismo y al mejoramiento de la salud propia». David Ownby escribió de forma similar que «la entera cuestión de la supuesta naturaleza sectaria de Falun Gong fue una maniobra de distracción desde el principio, explotada inteligentemente por el estado chino para mitigar el atractivo de Falun Gong». Según John Powers y Meg Y. M. Lee, dado que Falun Gong estaba clasificado en la percepción pública como un «grupo de ejercicio de qigong apolítico», no fue visto como una amenaza para el gobierno. La estrategia más crucial en la campaña de represión a Falun Gong, por tanto, fue convencer a la gente para reetiquetar a Falun Gong en una serie de «etiquetas religiosas negativas», como «culto perverso», «secta» o «superstición». Las protestas silenciosas del grupo se reetiquetaron como creadoras de «disturbios sociales». En este proceso de reetiquetado, el gobierno trataba de acceder a una «profunda reserva de sentimientos negativos relacionados al rol histórico de las sectas cuasirreligiosas como una fuerza desestabilizadora en la historia política china».
En la campaña de propaganda, tuvo lugar un punto de inflexión en la víspera del Año Nuevo chino el 23 de enero de 2001, cuando cinco personas trataron de prenderse fuego en la Plaza de Tiananmen. La agencia oficial de noticias china, Xinhua, y otros medios estatales afirmaron que los autoinmoladores eran practicantes, aunque el Centro de Información de Falun Dafa discute esto, sobre la base de que las enseñanzas del movimiento prohíben explícitamente el suicidio y el asesinato, afirmando además que el suceso fue «una cruel (pero ingeniosa) estratagema». El incidente recibió cobertura internacional por las agencias de noticias, y más tarde unas tomas de vídeo de las inmolaciones fueron emitidas en China por la Televisión Central de China (CCTV). Se mostraron imágenes de una niña de doce años, Liu Siying, y también imágenes de la inmolación y de las entrevistas con los otros participantes donde aseguraban su creencia en que la autoinmolación les conduciría al paraíso. Pero uno de los reporteros de la CNN en la escena no vio siquiera a un niño allí. Las fuentes de Falun Gong y otros comentaristas señalaron que el relato del incidente de los principales participantes y otros aspectos del comportamiento de los participantes eran inconsistentes con las enseñanzas de Falun Dafa. Media Channel y la ONG International Educational Development (IED) coinciden en que el supuesto incidente de la autoinmolación fue orquestado por el Partido Comunista Chino para «demostrar» que Falun Gong lavaba el cerebro a sus seguidores para que se suicidasen y tenía, por tanto, que ser prohibido, al ser una amenaza para la nación. La declaración de la IED en la 53.ª sesión de la ONU describe el violento ataque de China a los practicantes de Falun Gong como terrorismo de Estado y que la autoinmolación «fue orquestada por el gobierno». El periodista del Washington Post Phillip Pan escribió que dos de los autoinmoladores que habían muerto no eran realmente practicantes de Falun Gong. El 21 de marzo de 2001, Liu Siying murió repentinamente después de aparentar estar muy recuperada y tras ser diagnosticada como apta para recibir el alta hospitalaria y volver a casa. La revista Time informó que previamente al incidente de la autoinmolación, muchos chinos habían sentido que Falun Gong no presentaba ninguna amenaza, y que la campaña del Estado había ido demasiado lejos. Después del evento, sin embargo, la campaña de los medios de comunicación chinos continentales contra Falun Gong ganó una adherencia significativa. Mientras la simpatía pública por Falun Gong decaía, el gobierno empezó a sancionar «el uso sistemático de la violencia» contra el grupo.
En febrero de 2001 —el mes posterior al incidente en la Plaza de Tiananmen—, Jiang Zemin convocó una Conferencia Central de Trabajo excepcional para enfatizar la importancia de la continuidad de la campaña anti-Falun Gong y unir bajo el intento a funcionarios superiores del partido. Bajo el liderazgo de Jiang, la campaña contra Falun Gong se convirtió en parte del etos político chino de «mantener la estabilidad» —precisamente la misma retórica empleada por el partido durante las Protestas de la Plaza de Tiananmén de 1989—. El mensaje de Jiang fue recordado en la Asamblea Popular Nacional de 2001, donde la erradicación de Falun Gong fue vinculada al progreso económico de China. Aunque menos prominente en la agenda nacional, la persecución a Falun Gong ha continuado después de la jubilación de Jiang; campañas consecutivas, de «duros ataques» de alto nivel contra Falun Gong se iniciaron ambas en 2008 y 2009. En 2010, se lanzó una campaña de tres años para renovar los intentos en la «transformación» coactiva de los practicantes de Falun Gong.

##### En el sistema educativo
Los esfuerzos de propaganda anti-Falun Gong también han penetrado en el sistema educativo. Siguiendo la prohibición de Jiang Zemin a Falun Gong en 1999, la entonces ministra de educación Chen Zhili lanzó una efectiva campaña en todos los niveles de las instituciones académicas para promover la línea del Partido referente a Falun Gong, incluyendo escuelas de posgrado, universidades, escuelas profesionales, institutos de secundaria, y colegios de educación infantil y primaria. Sus esfuerzos incluyeron en las escuelas chinas un «compromiso tipo Revolución Cultural» que requería que los miembros de la facultad, personal, y estudiantes denunciaran públicamente a Falun Gong. Los profesores que no cumplieron con el programa de Chen fueron despedidos o detenidos; a los estudiantes que no cooperaron se les privó de ascenso en sus estudios, se les expulsó, o se les envió a campos de «transformación» para alterar su pensamiento. Chen también trabajó para expandir el movimiento de propaganda educativo anti-Falun Gong en el extranjero, usando fondos nacionales de educación para donar ayuda a las instituciones extranjeras, animándolas a oponerse a Falun Gong.

#### Reacción de Falun Gong a la persecución

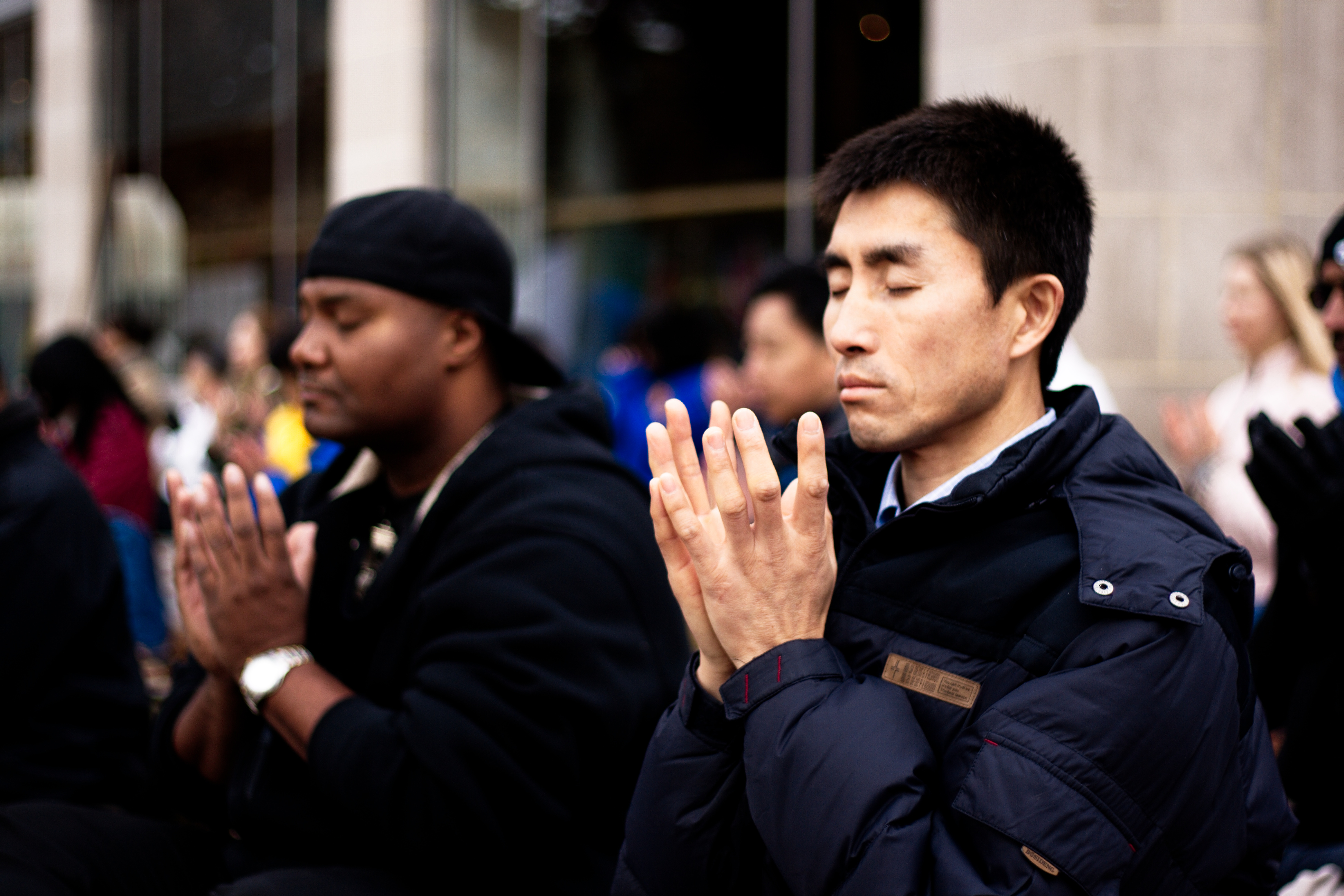
Practicantes realizando la señal de mano "flor de lian" en un acto para pedir el fin de la persecución a Falun Gong en Washington D. C..

La respuesta de Falun Gong a la persecución en China comenzó en julio de 1999 con recursos ante las oficinas de apelación a nivel local, provincial y central en Pekín. Pronto derivó en concentraciones mayores, con cientos de practicantes de Falun Gong que viajaban diariamente a la Plaza de Tiananmen para mostrar los ejercicios de Falun Gong o sostener pancartas en defensa de la práctica. Estas concentraciones fueron constantemente disueltas por fuerzas de seguridad, y muchos practicantes involucrados fueron arrestados —a veces violentamente— y detenidos. Para el 25 de abril de 2000, un total de más de treinta mil practicantes habían sido arrestados en la plaza pequinesa; setecientos seguidores de Falun Gong fueron arrestados durante una concentración en la plaza el 1 de enero de 2001. Según el periódico español El País, el 20 de noviembre de 2001 35 practicantes occidentales, entre ellos algunos españoles, fueron detenidos mientras realizaban una manifestación en la misma plaza. Las manifestaciones públicas continuaron bien adentrado el año 2001. Escribiendo para el Wall Street Journal, Ian Johnson relató que «los fieles de Falun Gong han mostrado lo que se puede catalogar como el desafío más prolongado a la autoridad en cincuenta años de gobierno comunista».
Para finales de 2001, las concentraciones en la Plaza de Tiananmen se habían vuelto menos frecuentes, y la práctica se encaminó más profundamente hacia la clandestinidad. Dado que la manifestación pública perdió apoyo, los practicantes establecieron «sitios de materiales» clandestinos, que pudieran producir literatura y DVD para contrarrestar la descripción de Falun Gong en los medios de comunicación oficiales. Los practicantes después distribuyen estos materiales, frecuentemente puerta a puerta. Fuentes de Falun Gong estimaban que existían en 2009 más de doscientos mil de estos lugares a lo largo de China. La producción, posesión, o distribución de estos materiales es frecuentemente la justificación para los agentes de seguridad para encarcelar o sentenciar a los practicantes de Falun Gong.
En 2002, activistas de Falun Gong en China accedieron a las programaciones de televisión, reemplazando programación estatal habitual por su propio contenido. Uno de los ejemplos más notorios tuvo lugar en marzo de 2002, cuando practicantes de Falun Gong en Changchun interceptaron ocho cadenas de televisión en la provincia de Jilin, y por casi una hora, emitieron un programa titulado: «¿Autoinmolación o escena orquestada?». Todos los seis practicantes involucrados fueron capturados durante los siguientes escasos meses. Dos fueron asesinados en el acto, mientras que los otros cuatro murieron a la altura de 2010 como resultado de las heridas prolongadas mientras estaban en prisión.

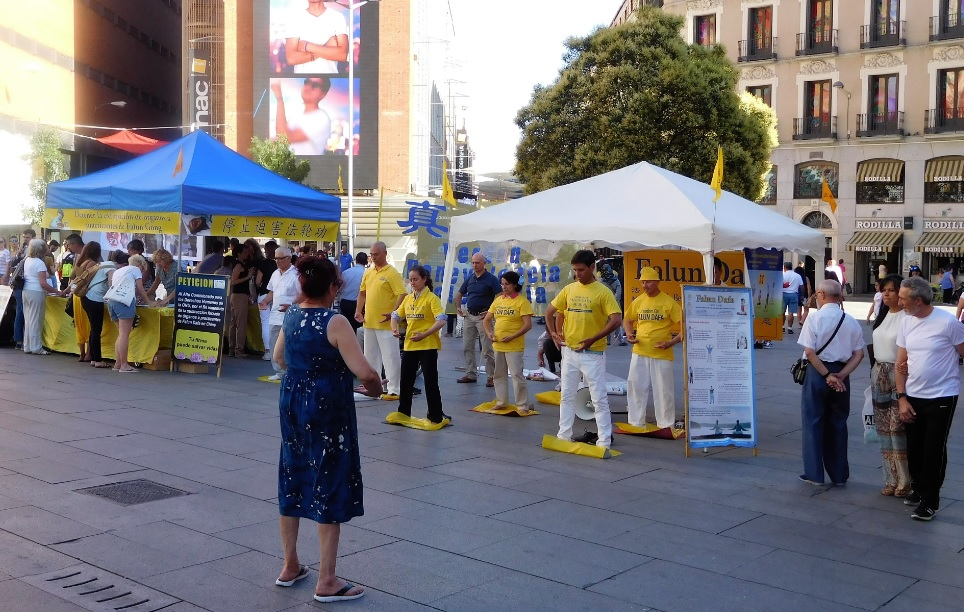
Practicantes realizando una actividad en Madrid para concienciar sobre la persecución del grupo en China

Practicantes de Falun Gong fuera de China han presentado docenas de denuncias contra Jiang Zemin, Luo Gan, Bo Xilai, y otros cargos chinos alegando genocidio y crímenes contra la humanidad. Según International Advocates for Justice, Falun Gong ha presentado el mayor número de querellas de derechos humanos en el siglo XXI y las acusaciones se encuentran entre los crímenes internacionales más graves estipulados por las leyes criminales internacionales, ya que para 2006, 54 denuncias criminales y civiles se encontraban en tramitación en 33 países. A fecha de julio de 2015, decenas de miles de personas de diferentes nacionalidades han presentado denuncias individuales ante la Corte Suprema de China para enjuiciar a Jiang Zemin. En numerosas sentencias, los juzgados han rechazado admitir los casos sobre la base de la inmunidad soberana. A finales de 2009, sin embargo, diferentes juzgados en España y Argentina imputaron a Jiang Zemin y Luo Gan los cargos de «crímenes contra la humanidad» y genocidio, y pidieron su arresto en Argentina y comparecencia en España (es sabido que la resolución es en gran parte simbólica y poco probable de llevarse a cabo). La sala en España también imputó a Bo Xilai, Jia Qinglin y Wu Guanzheng.
Practicantes de Falun Gong y sus simpatizantes también presentaron una denuncia en mayo de 2011 contra la compañía tecnológica Cisco Systems, sosteniendo que la empresa ayudó a diseñar e introducir un sistema de vigilancia para el que el gobierno chino persiguiera a Falun Gong. Cisco negó adecuar su tecnología para este propósito.

### Falun Gong fuera de China (1995-presente)

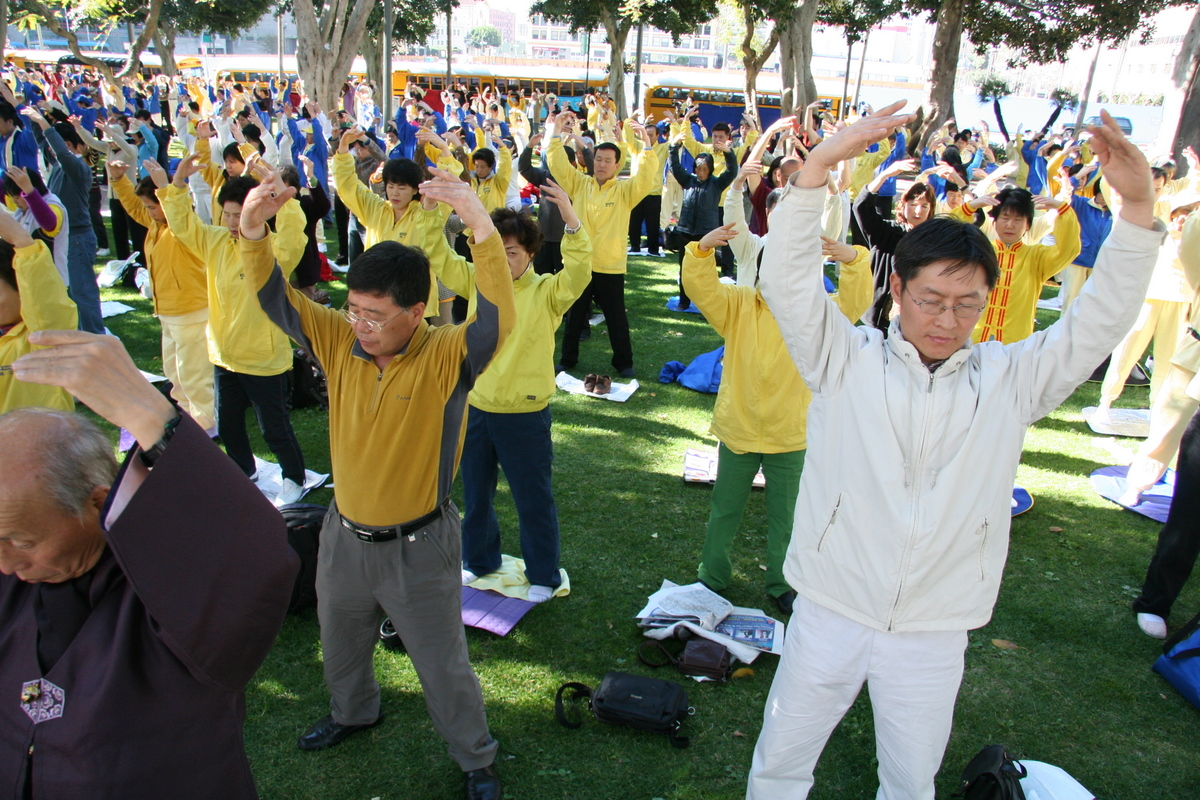
Los practicantes de Falun Gong realizan prácticas como estos ejercicios en grupo en Los Ángeles

Li Hongzhi comenzó a enseñar internacionalmente Falun Gong en marzo de 1995. La primera parada fue en París donde, por invitación del embajador chino, mantuvo un seminario en la embajada de la República Popular de China. Fue seguido por lecciones en Suecia en mayo de 1995. Entre 1995 y 1999, Li dio lecciones en Estados Unidos, Canadá, Australia, Nueva Zelanda, Alemania, Suiza, y Singapur.
El crecimiento de Falun Gong fuera de China se corresponde en gran parte a la migración de estudiantes desde China continental a Occidente desde principios hasta mediados de la década de 1990. Asociaciones de Falun Gong y grupos comenzaron a aparecer en Europa, Norteamérica y Australia, con actividades centradas principalmente en campus universitarios. Se encuentran actualmente asistentes voluntarios de Falun Gong y Asociaciones de Falun Dafa en más de setenta países fuera de China.
A finales de la década de 1990 comenzaron a aparecer traducciones de las enseñanzas de Falun Gong. Al mismo tiempo que la práctica comenzó a proliferar fuera de China, Li Hongzhi comenzó a recibir reconocimiento en Estados Unidos y otros lugares de Occidente. En mayo de 1999, Li fue bienvenido en Toronto con felicitaciones del alcalde y del gobernador provincial general, y en los dos meses que siguieron también recibió reconocimiento de las ciudades de Chicago y San José.
Hasta abril de 2001, Falun Gong y Li Hongzhi recibieron más de 340 premios y proclamaciones en varios países incluyendo Rusia, Japón y China (antes de 1999) «en reconocimiento a su extraordinaria contribución al bienestar físico y espiritual de las personas y a la libertad de conciencia en el mundo». El fundador de Falun Gong también fue nominado al Premio Nobel de la Paz, y en septiembre de ese mismo año, el Parlamento europeo decidió nominar a Li Hongzhi al premio Sájarov de libertad de conciencia.

#### Persecución fuera de China  (2001-presente)
En junio de 2002, cuando Jiang Zemin visitó Islandia, las autoridades islandesas acataron las disposiciones del gobierno chino relativas a la negación de acceso a los practicantes que trataran de entrar al país para protestar. Usando una lista negra, cientos de practicantes de Falun Gong fueron devueltos por la aerolínea nacional o detenidos si trataban de llegar al país. La lista negra causó protestas de miles de ciudadanos islandeses y políticos del país. En 2011, el ministro de asuntos exteriores de Islandia Össur Skarphéðinsson publicó una disculpa por violar la libertad de expresión y circulación de los practicantes de Falun Gong.
Un caso similar al de Islandia tuvo lugar en Hong Kong con motivo de una visita de Jiang en 2001, poniendo en entredicho el principio «un país, dos sistemas».
En 2004 la cámara baja del Congreso de Estados Unidos resolvió que China debería «cesar de usar las delegaciones diplomáticas en los Estados Unidos para difundir falsedades sobre la naturaleza de Falun Gong», dando testimonio de las presiones realizadas por funcionarios consulares chinos a políticos en los Estados Unidos, incluyendo alcaldes de las principales ciudades, para que retiraran su apoyo al grupo espiritual. Se han registrado casos de agresiones físicas y allanamiento de morada en los Estados Unidos.

## Creencias centrales
Las enseñanzas de Falun Gong están basadas en los principios 真 zhēn, 善 shàn y 忍 rěn, ‘Verdad, Benevolencia, y Tolerancia’, tal como se expresa en los dos libros capitales de Falun Gong (法轮功) y Zhuan Falun (转法轮). El doctor David Iosifovich Raskin afirma que las enseñanzas recogidas en Zhuan Falun «instan a los seguidores a elevar su nivel moral y espiritual, promueven la fiel ejecución del trabajo y los deberes cívicos; incluye la crianza de los niños, el cuidado de nuestros seres queridos y la eliminación de malos hábitos y adicciones, (...) y la cultivación de una actitud de veracidad, amabilidad y paciencia hacia los demás».

### Textos
El primer libro de enseñanzas de Falun Gong se publicó en abril de 1993. Llamado China Falun Gong o simplemente Falun Gong, es un texto introductorio que analiza el qigong, la relación de Falun Gong con el budismo, los principios de la práctica de cultivación y la mejora del carácter moral (xinxing). El libro también proporciona ilustraciones y explicaciones de los ejercicios y la meditación.
El cuerpo principal de enseñanzas se articula en el libro Zhuan Falun, publicado en chino en enero de 1995. El libro está dividido en nueve «lecciones» y se basó en transcripciones editadas de las charlas que Li dio en toda China en los últimos tres años. Desde entonces, los textos de Falun Gong se han traducido a cuarenta idiomas adicionales. Además de estos textos centrales, Li ha publicado varios libros, conferencias, artículos, libros de poesía, que están disponibles en los sitios web de Falun Gong.

### Símbolos
El símbolo principal de la práctica es el Falun (rueda del Dharma o Dharmacakra en sánscrito). En el budismo, el Dharmacakra representa la integridad de la doctrina. «Girar la rueda del dharma» (Zhuan Falun) significa predicar la doctrina budista, y es el título del texto principal de Falun Gong. A pesar de la invocación del lenguaje y los símbolos budistas, la rueda de la ley tal como se entiende en Falun Gong tiene connotaciones distintas, y se considera que representa el universo. Está conceptualizado por un emblema que consiste en uno grande y cuatro pequeños símbolos de la esvástica (en sentido antihorario), que representan al Buda, y cuatro pequeños símbolos Taiji (yin-yang) de la tradición taoísta.

## Prácticas

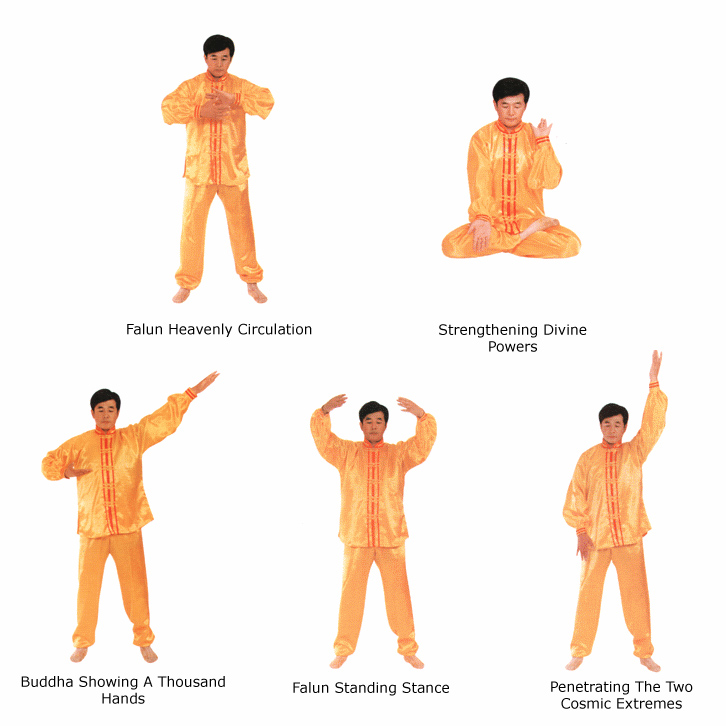
Los cinco ejercicios de Falun Gong

Además de su filosofía moral, Falun Gong consta de cuatro ejercicios de pie y una meditación sentada; siendo  parcialmente "equivalentes" a los Asanas del Hinduismo. Los ejercicios se consideran secundarios a la elevación moral, aunque sigue siendo un componente esencial de la práctica de cultivación de Falun Gong.
El primer ejercicio, llamado «vía del fo mostrando mil manos», está destinado a facilitar el flujo libre de energía a través del cuerpo y abrir los meridianos. El segundo ejercicio, «vía de la estaca-parada Falun», consiste en sostener cuatro poses estáticas, cada una de las cuales se asemeja a sostener una rueda, durante un período prolongado. El objetivo de este ejercicio es mejorar la sabiduría, aumentar la fuerza, elevar el nivel de una persona y fortalecer los poderes divinos. El tercero, «vía atravesando los dos extremos cósmicos», involucra tres conjuntos de movimientos, que tienen como objetivo permitir la expulsión de energía mala (p. ej., Qi patógeno o negro) y la absorción de energía buena en el cuerpo. Mediante la práctica de este ejercicio, el practicante aspira a limpiar y purificar el cuerpo. El cuarto ejercicio, «vía de la circulación celestial Falun», busca hacer circular la energía libremente por todo el cuerpo. A diferencia de los ejercicios primero a cuarto, el quinto ejercicio se realiza en posición de loto sentado. Llamado «vía para reforzar los poderes divinos», es una meditación destinada para mantenerse el mayor tiempo posible.
Los ejercicios de Falun Gong se pueden practicar individualmente o en grupos, y se pueden realizar durante períodos de tiempo variables de acuerdo con las necesidades y habilidades del practicante individual. Porter escribe que se anima a los practicantes de Falun Gong a leer libros de Falun Gong y practicar sus ejercicios de forma regular, preferiblemente diariamente. Los ejercicios de Falun Gong se practican en grupos en parques, campus universitarios y otros espacios públicos en más de setenta países en todo el mundo, y los voluntarios los enseñan de forma gratuita.
Un estudio piloto que incluyó el perfil genómico de seis practicantes de Falun Dafa indicó que «los cambios en la expresión génica de los practicantes de [Falun Gong] en contraste con los controles sanos normales se caracterizaron por una inmunidad mejorada, una regulación negativa del metabolismo celular y la alteración de los genes apoptóticos a favor de una resolución rápida de la inflamación».
Además del logró de la salud física, muchos sistemas de meditación budista y taoísta aspiran a transformar el cuerpo físico y cultivar una variedad de capacidades sobrenaturales (shentong), como la telepatía y la visión divina. Las discusiones sobre habilidades sobrenaturales también ocupan un lugar destacado dentro del movimiento qigong, y la existencia de estas habilidades ganó un nivel de aceptación general en la comunidad científica de China en la década de 1980. Las enseñanzas de Falun Gong sostienen que los practicantes pueden adquirir habilidades sobrenaturales a través de una combinación de cultivación moral, meditación y ejercicios. Estos incluyen, entre otras, precognición, clariaudiencia, telepatía y visión divina (a través de la apertura del tercer ojo u ojo celestial). Sin embargo, Falun Gong enfatiza que estos poderes pueden desarrollarse solo como resultado de la práctica moral, y no deben ser perseguidos o mostrados casualmente. Según David Ownby, Falun Gong enseña que «el orgullo en las habilidades de uno, o el deseo de presumir, son signos de apegos peligrosos», y Li advierte a sus seguidores que no se distraigan con la búsqueda de tales poderes.

### Prácticas sociales

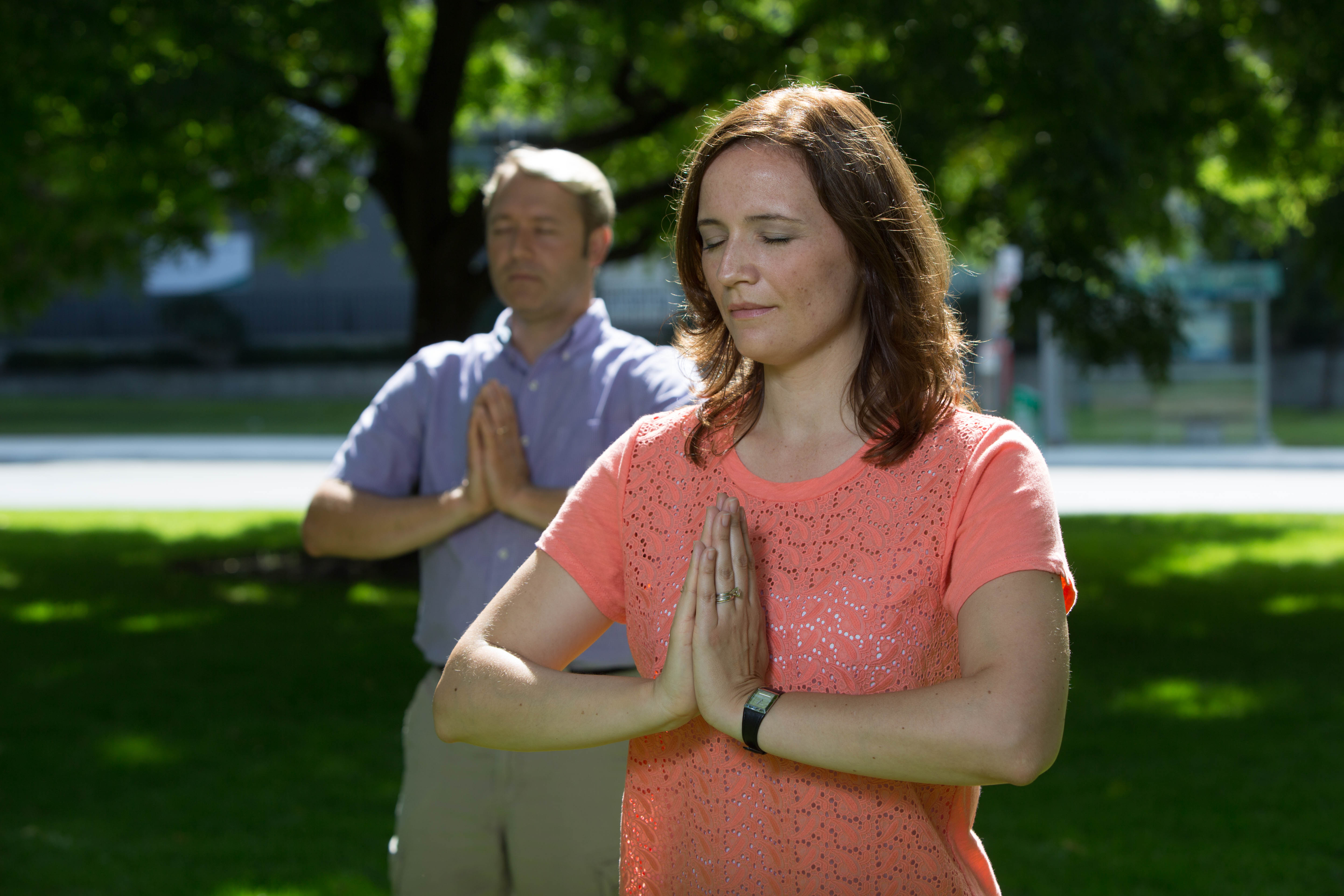
Los seguidores de Falun Gong practican el tercer ejercicio en Toronto.

Por toda China, antes de julio de 1999, «cientos de personas [practicaban al amanecer] en los parques y en las aceras a cámara lenta al ritmo de la música los ejercicios de Falun Gong... pancartas amarillas y rojas colgaban de los árboles presentando el método y sus principios. En la tarde, frecuentemente los practicantes se encontraban en el hogar de algún discípulo para leer el Zhuan Falun, discutir las enseñanzas e intercambiar las experiencias de cultivación».
Falun Gong se diferencia de las tradiciones monásticas budistas en que le da gran importancia a la participación en el mundo secular. Se requiere que los practicantes de Falun Gong mantengan trabajos regulares y vidas familiares, observen las leyes de sus respectivos gobiernos y se les instruya a no distanciarse de la sociedad. Se hace una excepción para los monjes y monjas, a quienes se les permite continuar un estilo de vida monástico mientras practican Falun Gong.
Como parte de su énfasis en el comportamiento ético, las enseñanzas de Falun Gong prescriben una moralidad personal estricta para los practicantes. Se espera que actúen con sinceridad, hagan buenas obras y se comporten con paciencia y paciencia cuando encuentren dificultades. Por ejemplo, Li estipula que un practicante de Falun Gong no debe devolver el golpe cuando es atacado, no responder cuando se lo insulta. Además, deben «abandonar los pensamientos y comportamientos negativos», como la codicia, el engaño, los celos, etc.
Además de estas cosas, los practicantes de Falun Gong deben abandonar una variedad de apegos y deseos mundanos. En el curso de la práctica de cultivación, el estudiante de Falun Gong tiene como objetivo renunciar a la búsqueda de la fama, la ganancia monetaria, el sentimentalismo y otros enredos. Las enseñanzas de Li enfatizan repetidamente el vacío de las actividades materiales. Aunque a los practicantes de Falun Gong no se les alienta a dejar sus trabajos o evitar el dinero, se espera que renuncien a los apegos psicológicos a estas cosas.
La doctrina de Falun Gong aconseja contra la participación en asuntos políticos o sociales. El interés excesivo en la política se ve como un apego al poder e influencia mundanos, y Falun Gong apunta a la trascendencia de tales actividades. Según Hu Ping, «Falun Gong solo trata de purificar al individuo a través del ejercicio, y no toca las preocupaciones sociales o nacionales. No ha sugerido o incluso intimado un modelo para el cambio social. Muchas religiones... persiguen reformas sociales hasta cierto punto... pero no hay tal tendencia evidente en Falun Gong».
El deseo sexual y la lujuria se tratan como apegos que hay que desechar, aunque en general se espera que los estudiantes de Falun Gong se casen y tengan familia. Todas las relaciones sexuales fuera de los límites del matrimonio monógamo y heterosexual se consideran inmorales.
Li Hongzhi enseñó que la homosexualidad hace a uno "indigno de ser humano", crea mal karma, y es comparable al crimen organizado. También enseñó que "la homosexualidad repugnante muestra la sucia psicología anormal del gay que ha perdido su capacidad de razonamiento" y que la homosexualidad es un "estado mental sucio y desviado". Li declaró además en un discurso pronunciado en Suiza en 1998 que el "primer objetivo de aniquilación de los dioses serían los homosexuales". Aunque los gais, lesbianas y bisexuales pueden practicar Falun Gong, el fundador Li declaró que deben "abandonar la mala conducta" de toda actividad sexual entre personas del mismo sexo.
La cosmología de Falun Gong incluye la creencia de que las diferentes etnias tienen cada una correspondencia con sus propios cielos, y que los individuos de raza mixta pierden algún aspecto de esta conexión. Las enseñanzas de Falun Gong incluyen la creencia en la reencarnación y en que el alma de uno (espíritu original) siempre mantiene una identidad racial única a pesar de tener un cuerpo de raza mixta. Según el periodista de investigación Ethan Gutmann, el matrimonio interracial es común en la comunidad Falun Gong.

### Extraterrestres
En la década de 1990, Li repitió la afirmación de que los extraterrestres eran responsables de los inventos científicos mediante la manipulación de los científicos. Por ejemplo, en una entrevista de 1999 con Time, Li atribuyó a los extraterrestres la invención de los ordenadores y los aviones, así como la guerra y la violencia. Sin embargo, su postura sobre los extraterrestres pareció bastante incoherente a los observadores Graeme Lang y Lu Yunfeng. Li afirmó que, en general, los extraterrestres se disfrazan de humanos para corromper y manipular a la humanidad, pero algunos practicantes sólo creen que eso es metafórico. En la entrevista de Time, Li creía que los extraterrestres intentaban sustituir a los humanos mediante un proceso de clonación, en el que se clonarían cuerpos humanos sin alma, para que los alienígenas puedan sustituir el alma y habitar cuerpos humanos (que para él son perfectos).

## Organización
Como cuestión de importancia doctrinal, se pretende que Falun Gong sea «sin forma», con poca o ninguna organización material o formal. Los practicantes de Falun Gong no pueden recaudar dinero ni cobrar honorarios, realizar curaciones o enseñar o interpretar doctrinas para otros. No hay administradores ni funcionarios dentro de la práctica, ni sistema de membresía, ni iglesias o lugares físicos de culto. En ausencia de membresía o rituales de iniciación, los practicantes de Falun Gong puede ser cualquiera que elija identificarse como tal. Los estudiantes son libres de participar en la práctica y seguir sus enseñanzas tanto o tan poco como quieran, y los practicantes no instruyen a los demás sobre qué creer o cómo comportarse.
La autoridad espiritual recae exclusivamente en las enseñanzas del fundador Li Hongzhi. Pero organizativamente Falun Gong está descentralizado, y las sucursales y asistentes locales no tienen privilegios especiales, autoridad o títulos. Los «asistentes» o «personas de contacto» voluntarios no tienen autoridad sobre otros practicantes, independientemente de cuánto tiempo hayan practicado Falun Gong. La autoridad espiritual de Li dentro de la práctica es absoluta, sin embargo, la organización de Falun Gong trabaja contra el control totalista, y Li no interviene en la vida personal de los practicantes. Los practicantes de Falun Gong tienen poco o ningún contacto con Li, excepto a través del estudio de sus enseñanzas. No existe una jerarquía en Falun Gong para imponer la ortodoxia, y se hace poco o ningún énfasis en la disciplina dogmática; Lo único que se enfatiza es la necesidad de un comportamiento moral estricto, según Craig Burgdoff, profesor de estudios religiosos.
En la medida en que la organización se logra en Falun Gong, se logra a través de una comunidad en línea global, en red y en gran medida virtual. En particular, las comunicaciones electrónicas, las listas de correo electrónico y una colección de sitios web son los medios principales para coordinar actividades y difundir las enseñanzas de Li Hongzhi.
Fuera de China continental, existe una red de «personas de contacto» voluntarias, asociaciones regionales de Falun Dafa y clubes universitarios en aproximadamente ochenta países. Las enseñanzas de Li Hongzhi se difunden principalmente a través de Internet. En la mayoría de las ciudades medianas y grandes, los practicantes de Falun Gong organizan sesiones grupales de meditación o estudio en las que practican ejercicios de Falun Gong y leen los escritos de Li Hongzhi. Las sesiones de ejercicio y meditación se describen como grupos informales de practicantes que se reúnen en parques públicos, generalmente en la mañana, durante una o dos horas. Las sesiones grupales de estudio suelen tener lugar por las tardes en residencias privadas o en aulas de universidades o escuelas secundarias, y son descritas por David Ownby como «lo más parecido a una "experiencia congregacional" regular» que Falun Gong ofrece. Las personas que están demasiado ocupadas, aisladas o que simplemente prefieren la soledad pueden optar por practicar en privado. Cuando hay que cubrir los gastos (como el alquiler de instalaciones para conferencias a gran escala), los costos son sufragados por miembros individuales autodenominados y relativamente acaudalados de la comunidad.

### Organización dentro de China

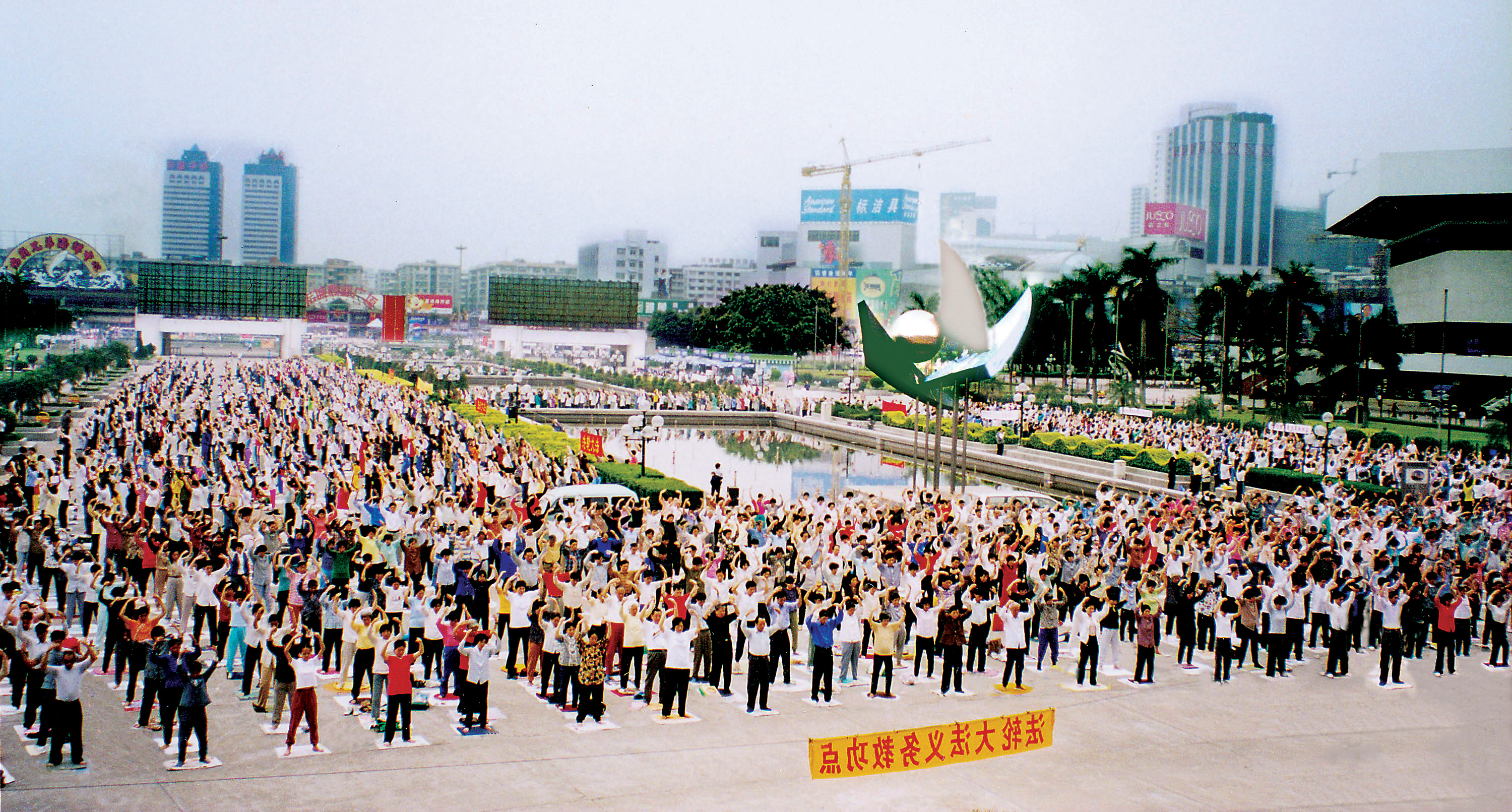
Ejercicios matutinos de Falun Dafa, en Guangzhou.

En 1993, la Sociedad de Investigación de Falun Dafa, con sede en Beijing, fue aceptada como una rama de la Sociedad de Investigación de Qigong de China (SIQC), que supervisaba la administración de las diversas escuelas de qigong del país y patrocinó actividades y seminarios. Según los requisitos del SIQC, Falun Gong se organizó en una red nacional de centros de asistencia, «estaciones principales», «sucursales», «estaciones de orientación» y sitios de práctica locales, que reflejan la estructura de la sociedad de qigong o incluso del Partido comunista en sí. Los asistentes de Falun Gong fueron voluntarios autoseleccionados que enseñaron los ejercicios, organizaron eventos y difundieron nuevos escritos de Li Hongzhi. La Sociedad de Investigación de Falun Dafa brindó asesoramiento a los estudiantes sobre técnicas de meditación, servicios de traducción y coordinación para la práctica en todo el país.
Luego de su partida del SIQC en 1996, Falun Gong fue objeto de un mayor escrutinio por parte de las autoridades y respondió adoptando una estructura organizativa más descentralizada y flexible. En 1997, la Sociedad de Investigación de Falun Dafa se disolvió formalmente, junto con las «estaciones principales» regionales. Sin embargo, los practicantes continuaron organizándose a nivel local, conectándose a través de comunicaciones electrónicas, redes interpersonales y sitios de ejercicios grupales. Tanto las fuentes de Falun Gong como las fuentes del gobierno chino afirmaron que había unas 1900 «estaciones de orientación» y 28 263 sitios de ejercicio locales de Falun Gong en todo el país en 1999, aunque no están de acuerdo sobre el alcance de la coordinación vertical entre estas unidades organizativas. En respuesta a la persecución que comenzó en 1999, Falun Gong fue conducido a la clandestinidad, la estructura organizativa se volvió aún más informal dentro de China e Internet tuvo prioridad como medio para conectar a los practicantes.
Tras la persecución de Falun Gong en 1999, las autoridades chinas trataron de presentar a Falun Gong como una organización jerárquica y bien financiada. James Tong escribe que al gobierno le interesaba representar a Falun Gong como altamente organizado para justificar su represión del grupo: «Cuanto más organizado se pueda demostrar que es Falun Gong, más justificada será la represión del régimen en el nombre de orden social». Llegó a la conclusión de que las afirmaciones del Partido carecían de «pruebas sustanciales internas y externas», y que a pesar de los arrestos y el escrutinio, las autoridades «nunca contrarrestaron de manera creíble las refutaciones de Falun Gong».

### Vínculos con otras organizaciones
Falun Gong está vinculado a una variedad de organizaciones en los Estados Unidos y en otros lugares, que han recibido una notable atención de los medios de comunicación por su participación política y sus mensajes ideológicos, en particular desde la participación de estas extensiones en las elecciones presidenciales de Estados Unidos de 2016. Las organizaciones incluyen The Epoch Times, una entidad mediática políticamente de extrema derecha que ha recibido críticas por supuestamente promover teorías conspirativas, como QAnon, y por presuntamente producir anuncios para el expresidente de los Estados Unidos Donald Trump, algo que el periódico negó en un comunicado recogido por NBC. El periódico ha sido acusado también de difundir desinformación antivacunas. También ha llamado la atención en Europa por promover a políticos de extrema derecha, principalmente en Francia y Alemania. Shen Yun ha recibido también críticas por sus declaraciones opuestas a la evolución y por la promoción de la doctrina de Falun Gong, mientras se presenta como una tradición antigua. La compañía, vinculada a Falun Gong, también ha recibido buenas críticas.

## Demografía
Antes de julio de 1999, las estimaciones oficiales ubicaban el número de practicantes de Falun Gong en setenta millones en todo el país, rivalizando con la membresía en el Partido Comunista. En el momento de la persecución el 22 de julio de 1999, la mayoría de los números del gobierno chino dijeron que la población de Falun Gong era de entre dos y tres millones, algunas publicaciones mantienen una estimación de cuarenta millones. La mayoría de las estimaciones de Falun Gong en el mismo período colocaron el número total de practicantes en China en setenta a ochenta millones. Otras fuentes han estimado que la población de Falun Gong en China alcanzó un pico entre diez y setenta millones de practicantes. El número de practicantes de Falun Gong que todavía practican en China hoy en día es difícil de confirmar, aunque algunas fuentes estiman que decenas de millones continúan practicando en privado.
Las encuestas demográficas realizadas en China en 1998 encontraron una población mayoritariamente femenina y de ancianos. De los 34 351 practicantes de Falun Gong encuestados, el 27% eran hombres y el 73% mujeres. Solo el 38% tenía menos de cincuenta años. Falun Gong atrajo a una variedad de otras personas, desde jóvenes universitarios hasta burócratas, intelectuales y funcionarios del partido. Las encuestas en China a partir de la década de 1990 descubrieron que entre el 23% y el 40% de los practicantes tenían títulos universitarios a nivel universitario o de posgrado, varias veces más que la población general.
Falun Gong es practicado por decenas, y posiblemente cientos de miles fuera de China, con las comunidades más grandes que se encuentran en Taiwán y ciudades de América del Norte con grandes poblaciones chinas, como Nueva York y Toronto. Las encuestas demográficas realizadas por Palmer y Ownby en estas comunidades encontraron que el 90% de los practicantes son de etnia china. La edad promedio fue de aproximadamente cuarenta años. Entre los encuestados, 56% eran mujeres y 44% hombres; El 80% estaban casados. Las encuestas revelaron que los encuestados eran altamente educados: el 9% tenía doctorados, el 34% tenía maestrías y el 24% tenía una licenciatura.
Las razones más comúnmente reportadas para sentirse atraído por Falun Gong fueron el contenido intelectual, los ejercicios de cultivo y los beneficios para la salud. Los practicantes de Falun Gong no chinos tienden a encajar en el perfil de «buscadores espirituales», personas que habían probado una variedad de qigong, yoga o prácticas religiosas antes de encontrar Falun Gong. Según Richard Madsen, Los científicos chinos con doctorados de prestigiosas universidades estadounidenses que practican Falun Gong afirman que la física moderna (por ejemplo, la teoría de supercuerdas) y la biología (específicamente la función de la glándula pineal) proporcionan una base científica para sus creencias. Desde su punto de vista, «Falun Dafa es conocimiento más que religión, una nueva forma de ciencia más que fe».

## Categorización
Liderados por Li Hongzhi, a quien sus seguidores consideran una figura divina, los practicantes de Falun Gong dirigen diversas organizaciones en Estados Unidos y otros países, entre ellas el grupo de danza Shen Yun. Son conocidos por su oposición al Partido Comunista Chino (PCCh), sus posturas antievolucionistas, su oposición a la homosexualidad y al feminismo, y su rechazo a la medicina moderna, entre otros puntos de vista calificados de "ultraconservadores" por diversos observadores.
Falun Gong es una disciplina multifacética que significa cosas diferentes para diferentes personas, desde un conjunto de ejercicios físicos para lograr una mejor salud y una práctica de auto-transformación, hasta una filosofía moral y un nuevo sistema de conocimiento.
En el contexto cultural de China, Falun Gong es generalmente descrito como un sistema de qigong, o como un tipo de «práctica de cultivación» (xiulian). Cultivación es un término chino que describe el proceso por el cual un individuo busca la perfección espiritual, a menudo a través del condicionamiento físico y moral. Las variedades de prácticas de cultivación se encuentran a lo largo de la historia china, abarcando las tradiciones budista, taoísta y confuciana. Benjamin Penny escribe que «la mejor manera de describir a Falun Gong es como un sistema de cultivación. Los sistemas de cultivación han sido una característica de la vida china durante al menos 2500 años». Las prácticas de qigong también pueden entenderse como parte de una tradición más amplia de «prácticas de cultivación».
En Occidente, Falun Gong es frecuentemente clasificado como una religión sobre la base de sus enseñanzas teológicas y morales, sus preocupaciones con la cultivación y la transformación espiritual, y su extenso compendio de escrituras. Las organizaciones de derechos humanos informan que la persecución a Falun Gong es una violación de la libertad religiosa, y en 2001, Falun Gong recibió el Premio Internacional de Libertad Religiosa de Freedom House.
Aunque en la literatura periodística a menudo se le cataloga así, Falun Gong no satisface la definición de «secta». Una secta se define generalmente como una rama de un sistema de creencias establecido o de una iglesia principal. Aunque Falun Gong se basa tanto en ideas y terminología budista como taoísta, no pretende tener una relación directa o una conexión de linaje con estas religiones. Los sociólogos consideran a las sectas como grupos exclusivos que existen dentro de límites claramente definidos, con normas rigurosas de admisión y lealtades estrictas. Sin embargo, como señala Noah Porter, Falun Gong no comparte estas cualidades: no tiene límites claramente definidos, y cualquiera puede practicarlo. Cheris Shun-ching Chan también escribe que Falun Gong «categóricamente no es una secta»: sus practicantes no rompen los lazos con la sociedad secular, está «vagamente estructurada con una membresía que fluctúa y es tolerante con otras organizaciones y creencias», y se preocupa más por el culto personal que por el culto colectivo.

## Recepción internacional

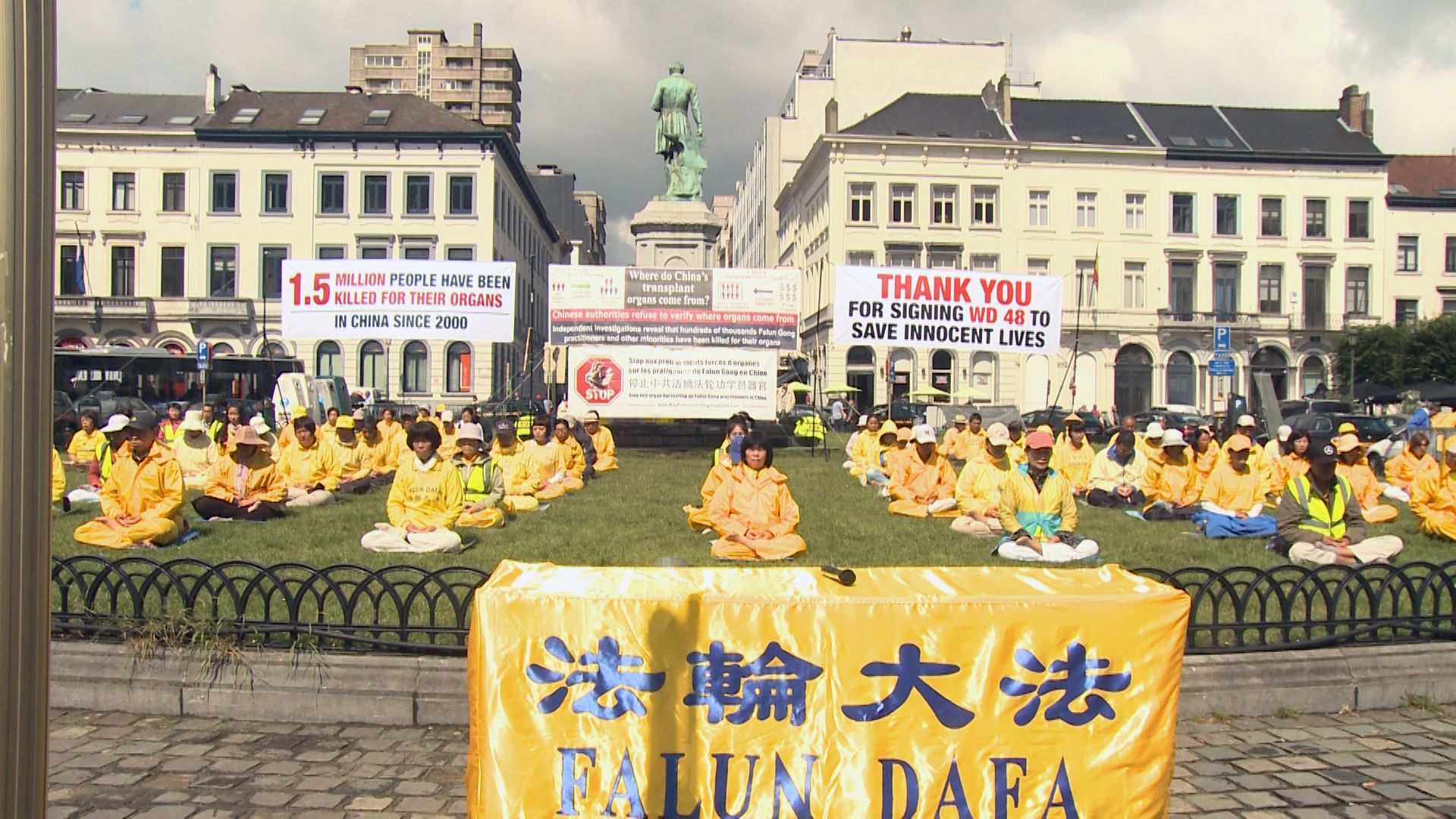
Practicantes de Falun Gong asisten a una concentración frente al Parlamento europeo en Bruselas

Desde 1999, numerosos gobiernos occidentales y organizaciones de derechos humanos han expresado su condena a la represión del gobierno chino hacia Falun Gong. El entonces presidente Bill Clinton pidió a China libertad de creencia y de asociación para Falun Gong. Desde 1999, miembros del Congreso de Estados Unidos han hecho dictámenes e introducido varias resoluciones en apoyo a Falun Gong. En 2010, la Resolución 605 de la Cámara de Representantes de Estados Unidos apeló por «un inmediato fin de la campaña para perseguir, intimidar, encarcelar y torturar a practicantes de Falun Gong», condenó los esfuerzos de las autoridades chinas en distribuir «propaganda falsa» sobre la práctica alrededor del mundo, y expresó simpatía hacia los practicantes de Falun Gong perseguidos y sus familias. En 2013 el Parlamento europeo emitió una resolución donde pedía «la liberación inmediata de todos los presos de conciencia en China, incluidos los seguidores de Falun Gong».
De 1999 a 2001, los informes de los medios de comunicación occidentales sobre Falun Gong —y en particular, el maltrato de los practicantes— eran frecuentes, si bien contradictorios. En la última mitad de 2001, sin embargo, el volumen de informes en los medios declinó precipitadamente, y en 2002, grandes organizaciones de noticias como New York Times y Washington Post habían cesado casi completamente su cobertura de Falun Gong desde China. En un estudio sobre el discurso mediático hacia Falun Gong, el investigador Leeshai Lemish encontró que las organizaciones de noticias occidentales también se volvieron menos representativas, y más orientadas a presentar sin sentido crítico las narrativas del Partido Comunista, en vez de las de Falun Gong o grupos de derechos humanos. Adam Frank escribe que al informar sobre Falun Gong, la tradición occidental de etiquetar a los chinos como «exóticos» comenzó a predominar, y que mientras las evidencias eran generalmente correctas en la cobertura de los medios occidentales, «la normalidad de millones de practicantes chinos asociados con la práctica había prácticamente desaparecido». David Ownby se percató que junto a estas tácticas, la etiqueta de «secta» aplicada a Falun Gong por las autoridades chinas nunca se fue completamente de las mentes de algunos occidentales, y el estigma todavía sigue jugando un papel en percepciones públicas recelosas sobre Falun Gong.

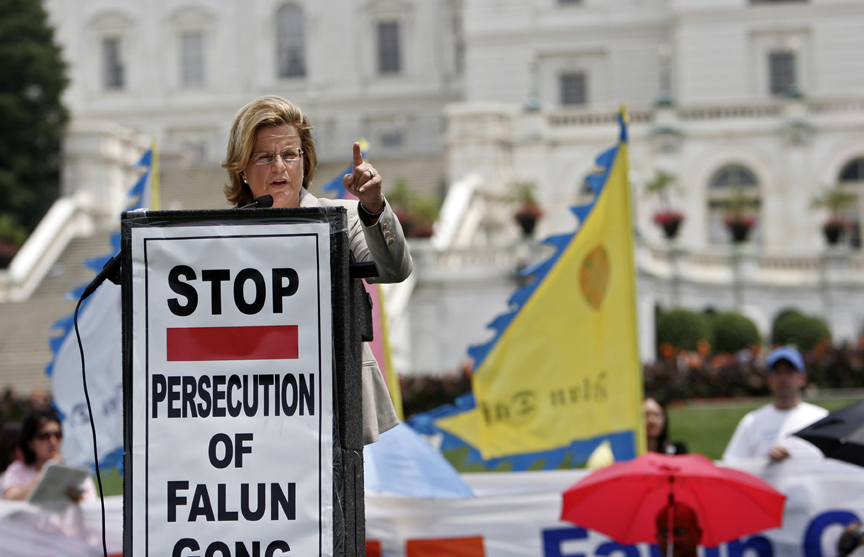
La congresista de Estados Unidos Ileana Ros-Lehtinen en un acto para pedir el fin de la persecución a Falun Gong

Para contrarrestar el apoyo a Falun Gong en Occidente, el gobierno chino aumentó sus esfuerzos contra el grupo internacionalmente. Esto incluía visitas de diplomáticos a directivos de periódicos para «ensalzar las virtudes de la China comunista y las maldades de Falun Gong», relacionando el apoyo a Falun Gong con «arriesgar las relaciones comerciales», enviando cartas a políticos locales diciéndoles que retiraran su apoyo a la práctica. Según Perry Link, la presión sobre las instituciones occidentales también toma formas más imperceptibles, incluyendo autocensura académica, por medio de la cual la investigación sobre Falun Gong podría resultar en una negación de visa para trabajo sobre el terreno en China; o exclusión y discriminación en negocios y grupos sociales que tienen conexiones con China y temen enfurecer al Partido Comunista.
Aunque la persecución a Falun Gong ha suscitado una condena considerable fuera de China, algunos observadores mencionan que Falun Gong ha fallado en atraer el nivel de simpatía y atención prolongada concedida a otros grupos disidentes chinos. Katrina Lantos Swett, exvicepresidenta de la Comisión de Estados Unidos para la Libertad Religiosa Internacional, mencionó que la mayoría de estadounidenses son conscientes de la represión de «budistas tibetanos y grupos cristianos no registrados o abogados pro-democracia y a favor de la libertad de expresión como Liu Xiaobo y Ai Weiwei», y sin embargo «conocen poco o nada sobre el ataque de China a Falun Gong». En otro plano, las creencias morales conservadoras de Falun Gong han distanciado a algunos legisladores liberales de la Costa Oeste de Estados Unidos (por ejemplo, las enseñanzas que no apoyan la homosexualidad).

### Causas judiciales en Argentina y España

#### Argentina
Tras cuatro años de investigación por «cargos de genocidio y tortura contra el grupo Falun Gong», el juez argentino Octavio Aráoz de Lamadrid emitió en el año 2009 una orden de arresto internacional, pidiendo la captura de Jiang Zemin y de Luo Gan por «crímenes contra la humanidad cometidos en China».
El exjuez federal Octavio Aráoz de Lamadrid, procesado por sobornos en la causa del asesinato de Mariano Ferreyra y separado de otra causa judicial por parcialidad, dispuso recibir la declaración indagatoria de Jiang Zemin y Luo Gan. La medida fue dispuesta en la causa originada en la denuncia presentada por la presidenta de la Asociación Falun Dafa, Liwei Fu, ante los delitos de lesa humanidad cometidos en el territorio chino. En esta causa, los abogados querellantes (Alejandro Cowes y Adolfo Casabal Elía) señalaron que la evidencia analizada por el exjuez federal Octavio Aráoz de Lamadrid incluye los testimonios orales de diecisiete víctimas de persecución y torturas. En estas actuaciones fueron agregados informes elaborados por Human Rights Watch, Amnistía Internacional y por la Organización de las Naciones Unidas. «Escuchar a los diecisiete testigos que declararon en la causa, me hizo sentir en carne propia lo que es vivir bajo una dictadura comunista. Me ayudó a comprender también lo que pasó en la Argentina en el pasado», declaró Cowes.
En su resolución el exmagistrado Aráoz de Lamadrid expresó: «entiendo que en el presente caso deben aplicarse los principios de la Jurisdicción Universal atento a la entidad de los delitos denunciados, las magnitud de víctimas que habría sido afectadas y el corte ideológico que se le imprimió a la maniobra dirigida contra integrantes de la agrupación religiosa Falun Gong». También el Dr. Octavio Araóz de Lamadrid detalló los ataques recibidos por ciudadanos argentinos practicantes de Falun Gong, haciendo referencia a los procesos judiciales en trámite ante la Justicia en lo Correccional y Criminal Federal de la Capital Federal.
Poco después, luego de presiones de la embajada china se intentó archivar la causa. Luego de diversas apelaciones, el 17 de abril de 2013, la Cámara de Casación Argentina ordenó su reapertura: «Es de rigor frente a hechos de la naturaleza de los que se exponen poner el máximo esfuerzo en su determinación», dispuso la jueza Catucci en su sentencia. Actualmente la causa viene siendo procesada en el Juzgado Federal N.º 9.

#### España
Según Amnistía Internacional, «el 15 de octubre de 2003, quince víctimas (dos de ellas españolas) interpusieron una querella criminal contra miembros del Partido Comunista chino por las torturas, persecución y genocidio cometidos en China desde el año 1990 contra practicantes de la enseñanza religiosa Falun Gong». Se emitieron cuatro querellas contra el expresidente Jiang Zemin y los miembros del partido Luo Gan, Jia Qinglin, Bo Xilai y Wu Guanzheng. La ONG citó que «las cuatro querellas fueron inicialmente denegadas a trámite pese a la absoluta inactividad e inefectividad de las acciones interpuestas por las víctimas ante los juzgados chinos».
No fue hasta 2006, que en aplicación de la sentencia del Tribunal Constitucional sobre el caso Guatemala primero, y con posterioridad por otra sentencia de ese mismo Tribunal en 2007, que se confirmó la competencia de los Tribunales españoles para conocer del caso. Desde 2007 se practicaron varias testificales por parte del juez instructor, Ismael Moreno Chamarro, y finalmente en 2009 el Juzgado de Instrucción n.º 2 de la Audiencia Nacional inició un sumario al constatarse que las actuaciones revestían los caracteres de un delito de genocidio y torturas, cursándose una comisión rogatoria a China para interrogar a los dirigentes chinos denunciados desde 2003.
En febrero de 2014 se cursó una orden internacional de detención contra Jiang Zemin y otros altos cargos chinos por el genocidio del Tíbet, causando el hecho un eco en la prensa española y provocando la fuerte reacción de la embajada china en Madrid. Días antes el gobierno español inició el trámite para modificar la Ley orgánica del Poder Judicial y poner así fin al principio de jurisdicción universal, que amparaba las querellas por los casos del Tíbet y Falun Gong. El cambio legislativo obligó al archivo de los casos. Tras los recursos contra este cierre, en 2015 se archivaron las causas de nuevo por el Tribunal Supremo por nueve votos contra siete, declarando el cierre de la causa «legítimo» en unas declaraciones a la prensa. En 2019, el Tribunal Constitucional desestimó el recurso de amparo que seguidores de Falun Gong presentaron tras el fallo del Supremo.